# 1961
| [ Edytuj tabelę ]                                                | |
| Przewodniczący Rady Państwa                                      | - 1952 Aleksander Zawadzki 1964 |
| Premier Polski                                                   | - 1954 Józef Cyrankiewicz 1970 |
| Prezydent Polski na uchodźstwie                                  | - 1947 August Zaleski 1972 |
| Premier rządu RP na uchodźstwie                                  | - 1955 Antoni Pająk 1965 |
| I sekretarz KC PZPR                                              | - 1956 Władysław Gomułka 1970 |
| Król Afganistanu                                                 | - 1933 Mohammad Zaher Szah 1973 |
| Premier Afganistanu                                              | - 1953 Mohammad Daud Chan 1963 |
| Przywódca Albanii                                                | - 1944 Enver Hoxha 1985 |
| Premier Albanii                                                  | - 1954 Mehmet Shehu 1981 |
| Współksiążęta Andory                                             | - 1943 Ramón Iglesias i Navarri 1969 - 1959 Charles de Gaulle 1969                                                                           |
| Król Arabii Saudyjskiej                                          | - 1953 Su’ud ibn Abd al-Aziz Al Su’ud 1964                                                                                                   |
| Prezydent Argentyny                                              | - 1958 Arturo Frondizi 1962 |
| Premier Australii                                                | - 1949 Robert Menzies 1966 |
| Prezydent Austrii                                                | - 1957 Adolf Schärf 1965 |
| Kanclerz Austrii                                                 | - 1953 Julius Raab 1961 - 1961 Alfons Gorbach 1964                                                                                           |
| Prezydent Birmy                                                  | - 1957 Win Maung 1962 |
| Premier Birmy                                                    | - 1960 U Nu 1962 |
| Król Belgów                                                      | - 1951 Baudouin 1993 |
| Premier Belgii                                                   | - 1958 Gaston Eyskens 1961 - 1961 Théodore Lefèvre 1965                                                                                      |
| Prezydent Beninu                                                 | - 1960 Hubert Maga 1963 |
| Król Bhutanu                                                     | - 1952 Jigme Dorji Wangchuck 1972 |
| Premier Bhutanu                                                  | - 1952 Jigme Palden Dorji 1964 |
| Prezydent Boliwii                                                | - 1960 Víctor Paz Estenssoro 1964 |
| Prezydent Brazylii                                               | - 1956 Juscelino Kubitschek 1961 - 1961 Jânio Quadros 1961 - 1961 Joao Belchior Marques Goulart 1964                                         |
| Sułtan Brunei                                                    | - 1950 Omar Ali Saifuddien III 1967 |
| Przywódca Bułgarii                                               | - 1954 Todor Żiwkow 1989 |
| Premier Bułgarii                                                 | - 1956 Anton Jugow 1962 |
| Prezydent Chile                                                  | - 1958 Jorge Alessandri 1964 |
| Przewodniczący ChRL                                              | - 1959 Liu Shaoqi 1968 |
| Premier Chin                                                     | - 1949 Zhou Enlai 1976 |
| Prezydent Cypru                                                  | - 1960 Michail Muskos 1974 |
| Prezydent Czadu                                                  | - 1960 François Tombalbaye 1975 |
| Premier Czadu                                                    | - 1960 urząd zniesiony 1978 |
| Prezydent Czechosłowacji                                         | - 1957 Antonín Novotný 1968 |
| Premier Czechosłowacji                                           | - 1953 Viliam Široký 1963 |
| Król Danii                                                       | - 1947 Fryderyk IX 1972 |
| Premier Danii                                                    | - 1960 Viggo Kampmann 1962 |
| Prezydent DR Konga                                               | - 1960 Joseph Kasavubu 1965 |
| Dalajlama                                                        | - 1940 Tenzin Gjaco |
| Prezydent Dominikany                                             | - 1960 Joaquín Balaguer 1962 |
| Prezydent Egiptu                                                 | - 1961 Gamal Abdel Naser 1970 |
| Premier Egiptu                                                   | - 1954 Gamal Abdel Naser 1961 - 1960 Kamal ad-Din Husajn 1961 - 1961 Gamal Abdel Naser 1962                                                  |
| Prezydent Ekwadoru                                               | - 1960 José María Velasco Ibarra 1961 - 1961 Carlos Arosemena Monroy 1963                                                                    |
| Cesarz Etiopii                                                   | - 1941 Hajle Syllasje 1974 |
| Premier Etiopii                                                  | - 1960 wakat 1961 - 1961 Aklilu Habte-Ueld 1974                                                                                              |
| Przew. Komisji Europejskiej                                      | - 1958 Walter Hallstein (Niemcy) 1967 |
| Prezydent Filipin                                                | - 1957 Carlos Garcia 1961 - 1961 Diosdado Macapagal 1965                                                                                     |
| Prezydent Finlandii                                              | - 1956 Urho Kekkonen 1981 |
| Premier Finlandii                                                | - 1959 Jussi Sukselainen 1961 - 1961 Eemil Luukka (p.o.) 1961 - 1961 Martti Miettunen 1962                                                   |
| Prezydent Francji                                                | - 1959 Charles de Gaulle 1969 |
| Premier Francji                                                  | - 1959 Michel Debré 1962 |
| Prezydent Gabonu                                                 | - 1960 Léon M’ba 1964 |
| Premier Gabonu                                                   | - 1960 Léon M’ba 1961 - 1961 urząd zniesiony 1975                                                                                            |
| Prezydent Ghany                                                  | - 1960 Kwame Nkrumah 1966 |
| Prezydent Górnej Wolty                                           | - 1960 Maurice Yaméogo 1966 |
| Król Grecji                                                      | - 1947 Paweł I 1964 |
| Premier Grecji                                                   | - 1958 Konstandinos Karamanlis 1961 - 1961 Konstandinos Dowas 1961 - 1961 Konstandinos Karamanlis 1963                                       |
| Premier Gujany                                                   | - 1961 Cheddi Jagan 1964 |
| Prezydent Gwatemali                                              | - 1958 Miguel Ydígoras Fuentes 1963 |
| Prezydent Gwinei                                                 | - 1958 Ahmed Sekou Touré 1984 |
| Prezydent Haiti                                                  | - 1957 François Duvalier 1971 |
| Regent Hiszpanii                                                 | - 1947 Francisco Franco 1975 |
| Premier Hiszpanii                                                | - 1939 Francisco Franco 1973 |
| Król Holandii                                                    | - 1948 Juliana 1980 |
| Premier Holandii                                                 | - 1959 Jan de Quay 1963 |
| Prezydent Hondurasu                                              | - 1957 José Ramón Villeda Morales 1963 |
| Szach Iranu                                                      | - 1941 Mohammad Reza Pahlawi 1979 |
| Premier Iranu                                                    | - 1960 Dżafar Szarif-Emami 1961 - 1961 Ali Amini 1962                                                                                        |
| Prezydent Iraku                                                  | - 1958 Muhammad Nadżib ar-Rubaji 1963 |
| Premier Iraku                                                    | - 1958 Abd al-Karim Kasim 1963 |
| Prezydent Indii                                                  | - 1950 Rajendra Prasad 1962 |
| Premier Indii                                                    | - 1947 Jawaharlal Nehru 1964 |
| Prezydent Indonezji                                              | - 1945 Sukarno 1967 |
| Prezydent Irlandii                                               | - 1959 Éamon de Valera 1973 |
| Premier Irlandii                                                 | - 1959 Seán Lemass 1966 |
| Prezydent Islandii                                               | - 1952 Ásgeir Ásgeirsson 1968 |
| Premier Islandii                                                 | - 1959 Ólafur Thors 1961 - 1961 Bjarni Benediktsson (p.o) 1961                                                                               |
| Prezydent Izraela                                                | - 1952 Jicchak Ben Cewi 1963 |
| Premier Izraela                                                  | - 1955 Dawid Ben Gurion 1963 |
| Cesarz Japonii                                                   | - 1926 Hirohito 1989 |
| Premier Japonii                                                  | - 1960 Hayato Ikeda 1964 |
| Król Jordanii                                                    | - 1952 Husajn 1999 |
| Premier Jordanii                                                 | - 1960 Bahdżat at-Talhuni 1962 |
| Prezydent Jugosławii                                             | - 1953 Josip Broz Tito 1980 |
| Premier Jugosławii                                               | - 1945 Josip Broz Tito 1963 |
| Król Kambodży                                                    | - 1960 Sisowath Kossamak (ceremonialna głowa państwa) 1970 - 1960 Norodom Sihanouk (szef państwa) 1970                                       |
| Premier Kambodży                                                 | - 1960 Pho Proeung 1961 - 1961 Penn Nouth 1961 - 1961 Norodom Sihanouk 1962                                                                  |
| Prezydent Kamerunu                                               | - 1960 Ahmadou Ahidjo 1982 |
| Premier Kanady                                                   | - 1957 John Diefenbaker 1963 |
| Emir Kataru                                                      | - 1960 Ali ibn Abd Allah Al Sani 1971 |
| Prezydent Kolumbii                                               | - 1958 Alberto Lleras Camargo 1962 |
| Prezydent Konga                                                  | - 1960 Fulbert Youlou 1963 |
| Patriarcha Konstantynopola                                       | - 1948 Atenagoras I 1972 |
| Prezydent Korei Południowej                                      | - 1960 Yun Bo-seon 1962 |
| Premier Korei Południowej                                        | - 1960 Chang Myon 1961 |
| Premier KRLD                                                     | - 1948 Kim Il Sŏng 1972 |
| Prezydent Kostaryki                                              | - 1958 Mario Echandi Jiménez 1962 |
| Prezydent Kuby                                                   | - 1959 Osvaldo Dorticós Torrado 1976 |
| Premier Kuby                                                     | - 1959 Fidel Castro 1976 |
| Emir Kuwejtu                                                     | - 1961 Abd Allah III 1965 |
| Król Laosu                                                       | - 1959 Savang Vatthana 1975 |
| Prezydent Libanu                                                 | - 1958 Fuad Szihab 1964 |
| Premier Libanu                                                   | - 1960 Saëb Salam 1961 - 1961 Raszid Karami 1964                                                                                             |
| Prezydent Liberii                                                | - 1944 William Tubman 1971 |
| Król Libii                                                       | - 1951 Idris I 1969 |
| Premier Libii                                                    | - 1960 Muhammad Usman as-Sajd 1963 |
| Książę Liechtensteinu                                            | - 1938 Franciszek Józef II 1989 |
| Premier Liechtensteinu                                           | - 1945 Alexander Frick 1962 |
| Premier Litwyna emigracji                                        | - 1940 Stasys Lozoraitis 1983 |
| Wielki książę Luksemburga                                        | - 1919 Szarlotta 1964 |
| Premier Luksemburga                                              | - 1959 Pierre Werner 1974 |
| Prezydent Madagaskaru                                            | - 1960 Philibert Tsiranana 1972 |
| Król Malezji                                                     | - 1960 Putra 1965 |
| Premier Malezji                                                  | - 1957 Tunku Abdul Rahman 1970 |
| Prezydent Mali                                                   | - 1960 Modibo Keïta 1968 |
| Premier Mali                                                     | - 1960 Modibo Keïta 1965 |
| Król Maroka                                                      | - 1957 Muhammad V 1961 - 1961 Hassan II 1999                                                                                                 |
| Premier Maroka                                                   | - 1960 wakat 1963 |
| Prezydent Mauretanii                                             | - 1960 Muchtar wuld Dadda 1978 |
| Premier Mauretanii                                               | - 1960 Muchtar wuld Dadda 1961 - 1961 urząd zniesiony 1979                                                                                   |
| Prezydent Meksyku                                                | - 1958 Adolfo López Mateos 1964 |
| Książę Monako                                                    | - 1949 Rainier III 2005 |
| Minister stanu Monako                                            | - 1959 Émile Pelletier 1962 |
| Przewodniczący Prezydium Wielkiego Churału Ludowego Mongolii     | - 1960 Dżamsrangijn Sambuu 1972 |
| Premier Mongolii                                                 | - 1952 Jumdżaagijn Cedenbal 1974 |
| Sekretarz generalny NATO                                         | - 1957 Paul-Henri Spaak (Belgia) 1961 - 1961 Dirk Stikker (Holandia) 1964                                                                    |
| Król Nepalu                                                      | - 1955 Mahendra 1972 |
| Premier Nepalu                                                   | - 1960 Tulsi Giri 1963 |
| Prezydent Niemiec                                                | - 1959 Heinrich Lübke 1969 |
| Kanclerz Niemiec                                                 | - 1949 Konrad Adenauer 1963 |
| Prezydent Nigru                                                  | - 1960 Hamani Diori 1974 |
| Prezydent Nikaragui                                              | - 1956 Luis Somoza Debayle 1963 |
| Król Norwegii                                                    | - 1957 Olaf V 1991 |
| Premier Norwegii                                                 | - 1955 Einar Gerhardsen 1963 |
| Premier Nowej Zelandii                                           | - 1960 Keith Holyoake 1972 |
| Przewodniczący Rady Państwa NRD                                  | - 1960 Walter Ulbricht 1973 |
| Premier NRD                                                      | - 1949 Otto Grotewohl 1964 |
| Sułtan Omanu                                                     | - 1932 Sa’id ibn Tajmur 1970 |
| Sekretarz generalny ONZ                                          | - 1953 Dag Hammarskjöld (Szwecja) 1961 - 1961 U Thant (Birma) 1971                                                                           |
| Prezydent Pakistanu                                              | - 1958 Muhammad Ayub Khan 1969 |
| Premier Pakistanu                                                | - 1958 urząd zniesiony 1971 |
| Prezydent Panamy                                                 | - 1960 Roberto Francisco Chiari Remón 1964                                                                                                   |
| Papież                                                           | - 1958 Jan XXIII 1963 |
| Prezydent Paragwaju                                              | - 1954 gen. Alfredo Stroessner 1989 |
| Prezydent Peru                                                   | - 1956 Manuel Prado Ugarteche 1962 |
| Prezydent Południowej Afryki                                     | - 1961 Charles Swart 1967 |
| Premier Południowej Afryki                                       | - 1958 Hendrik Frensch Verwoerd 1966 |
| Prezydent Portugalii                                             | - 1958 Américo Tomás 1974 |
| Premier Portugalii                                               | - 1932 António de Oliveira Salazar 1968 |
| Sekretarz generalny Rady Europy                                  | - 1957 Lodovico Benvenuti (Włochy) 1964 |
| Prezydent Republiki Środkowoafrykańskiej                         | - 1960 David Dacko 1966 |
| Premier Republiki Środkowoafrykańskiej                           | - 1960 urząd zniesiony 1975 |
| Prezydent Rumunii                                                | - 1958 Ion Gheorghe Maurer 1961 - 1961 Gheorghe Gheorghiu-Dej 1965                                                                           |
| Premier Rumunii                                                  | - 1955 Chivu Stoica 1961 - 1961 Ion Gheorghe Maurer 1974                                                                                     |
| Premier Samoa                                                    | - 1959 Mataʻafa Mulinuʻu II 1970 |
| Kapitanowie regenci San Marino                                   | - 1960 Eugenio Reffi Pietro Giancecchi 1961 - 1961 Federico Micheloni Giancarlo Ghironzi 1961 - 1961 Giovanni Vito Marcucci Pio Galassi 1962 |
| Sekretarz Stanu do spraw Politycznych i Zagranicznych San Marino | - 1957 Federico Bigi 1972 |
| Prezydent Senegalu                                               | - 1960 Léopold Sédar Senghor 1980 |
| Premier Senegalu                                                 | - 1960 Mamadou Dia 1962 |
| Premier Sierra Leone                                             | - 1961 Milton Margai 1964 |
| Prezydent Somalii                                                | - 1960 Aden Abdullah Osman Daar 1967 |
| Premier Somalii                                                  | - 1960 Abdirashid Ali Shermarke 1964 |
| Premier Sri Lanki                                                | - 1960 Sirimavo Bandaranaike 1965 |
| Prezydent Sudanu                                                 | - 1958 Ibrahim Abbud 1964 |
| Premier Sudanu                                                   | - 1958 Ibrahim Abbud 1964 |
| Prezydent Syrii                                                  | - 1961 Maamun al-Kuzbari (p.o.) 1961 - 1961 Izzat an-Nuss (p.o.) 1961 - 1961 Nazim al-Kudsi 1963                                             |
| Premier Syrii                                                    | - 1961 Mamun al-Kuzbari 1961 - 1961 Izzat an-Nuss 1961 - 1961 Maruf ad-Dawalibi 1962                                                         |
| Prezydent Szwajcarii                                             | - 1961 Friedrich Traugott Wahlen 1961 |
| Król Szwecji                                                     | - 1950 Gustaw VI Adolf 1973 |
| Premier Szwecji                                                  | - 1946 Tage Erlander 1969 |
| Król Tajlandii                                                   | - 1946 Bhumibol Adulyadej 2016 |
| Premier Tajlandii                                                | - 1958 Sarit Thanarat 1963 |
| Prezydent Tajwanu                                                | - 1950 Czang Kaj-szek 1975 |
| Prezydent Togo                                                   | - 1960 Sylvanus Olympio 1963 |
| Premier Togo                                                     | - 1960 Sylvanus Olympio 1961 - 1961 urząd zniesiony 1991                                                                                     |
| Król Tonga                                                       | - 1918 Salote Tupou III 1965 |
| Premier Tonga                                                    | - 1949 Taufaʻahau Tupou IV 1965 |
| Prezydent Tunezji                                                | - 1957 Habib Burgiba 1987 |
| Premier Tunezji                                                  | - 1957 urząd zniesiony 1969 |
| Prezydent Turcji                                                 | - 1960 Cemal Gürsel 1966 |
| Premier Turcji                                                   | - 1960 Cemal Gürsel 1961 - 1961 İsmet İnönü 1965                                                                                             |
| Prezydent Urugwaju                                               | - 1955 Narodowa Rada Rządowa 1967 |
| Prezydent USA                                                    | - 1953 Dwight Eisenhower 1961 - 1961 John F. Kennedy 1963                                                                                    |
| Prezydent Wenezueli                                              | - 1959 Rómulo Betancourt 1964 |
| Prezydent Węgier                                                 | - 1952 István Dobi 1967 |
| Premier Węgier                                                   | - 1958 Ferenc Münnich 1961 - 1961 János Kádár 1965                                                                                           |
| Monarcha Wielkiej Brytanii                                       | - 1952 Elżbieta II 2022 |
| Premier Wielkiej Brytanii                                        | - 1957 Harold Macmillan 1963 |
| Prezydent Wietnamu Północnego                                    | - 1945 Hồ Chí Minh 1969 |
| Premier Wietnamu Północnego                                      | - 1955 Phạm Văn Đồng 1976 |
| Prezydent Wietnamu Południowego                                  | - 1955 Ngô Đình Diệm 1963 |
| Prezydent Włoch                                                  | - 1955 Giovanni Gronchi 1962 |
| Premier Włoch                                                    | - 1960 Amintore Fanfani 1963 |
| Prezydent WKS                                                    | - 1960 Félix Houphouët-Boigny 1993 |
| Premier WKS                                                      | - 1960 urząd zniesiony 1990 |
| Prezydent Zjednoczonej Republiki Arabskiej                       | - 1958 Gamal Abdel Naser 1961 |
| Premier Zjednoczonej Republiki Arabskiej                         | - 1960 Abd al-Hamid as-Sarradż 1961 |
| Przywódca ZSRR                                                   | - 1953 Nikita Chruszczow 1964 |
| Premier ZSRR                                                     | - 1958 Nikita Chruszczow 1964 |

Rok 1961 / MCMLXI
stulecia: XIX wiek ~
XX wiek ~
XXI wiek

dziesięciolecia:
1930–1939 •
1940–1949 •
1950–1959 •
1960–1969
• 1970–1979
• 1980–1989
• 1990–1999

lata: 1951 «
1956 «
1957 «
1958 «
1959 «
1960 «
1961
» 1962
» 1963
» 1964
» 1965
» 1966
» 1971

## Wydarzenia w Polsce
- 16 stycznia – na Wawel powróciły z Kanady, po wojennej tułaczce, arrasy króla Zygmunta Augusta.
- 1 lutego – program telewizyjny z warszawskiego studia zaczął być emitowany przez cały tydzień.
- 3 lutego – dokonano oblotu śmigłowca PZL SM-2.
- 9 lutego – odbyła się premiera filmu Matka Joanna od Aniołów w reżyserii Jerzego Kawalerowicza.
- 18 lutego – otwarto sztuczne lodowisko im. Adama „Rocha” Kowalskiego w Krakowie.
- 3 marca – premiera komedii filmowej Szczęściarz Antoni.
- 13 marca – założono klub sportowy Moto Jelcz Oława.
- 15 marca – 12 górników zginęło w wyniku pożaru w KWK Makoszowy w Zabrzu.
- 23 marca – premiera filmu Rozstanie w reżyserii Wojciecha Jerzego Hasa.
- 4 kwietnia – premiera komedii filmowej Mąż swojej żony w reżyserii Stanisława Barei.
- 16 kwietnia – odbyły się wybory do Sejmu i rad narodowych.
- 21 kwietnia – premiera filmu Odwiedziny prezydenta.
- 26 kwietnia – Józef Cyrankiewicz został Honorowym Obywatelem Miasta Krakowa.
- 29 kwietnia – na antenie TVP Katowice wyemitowano premierowe wydanie Aktualności.
- 2–11 maja – odbyły się I Kaliskie Spotkania Teatralne.
- 3 maja – film Jerzego Kawalerowicza Matka Joanna od Aniołów otrzymał nagrodę specjalną na Festiwalu Filmowym w Cannes.
- 11 maja – premiera filmu wojennego Ludzie z pociągu w reżyserii Kazimierza Kutza.
- 18 maja – powołano trzeci rząd Józefa Cyrankiewicza.
- 21 maja – w rozegranym w Warszawie towarzyskim meczu piłkarskim Polska pokonała ZSRR 1:0.
- 27 maja – odkryto skarb ze Skrwilna.
- 15 czerwca – został założony wielosekcyjny klub sportowy Górnik Jastrzębie.
- 16 czerwca – została otwarta Droga Przyjaźni Polsko-Czeskiej – szlak turystyczny prowadzący głównym grzbietem Karkonoszy.
- 23 czerwca – w Kazimierzu Dolnym utopiło się w Wiśle 13 uczniów ze szkoły podstawowej z Lublina.
- 3 lipca – urodził się 30-milionowy obywatel Polski.
- 14 lipca:
  - decyzją władz ze szkół państwowych usunięto nauczanie religii.
  - uchwalono ustawę wprowadzającą użytkowanie wieczyste.
- 15 lipca – Szczecin: sprinter Marian Foik ustanowił rekord Polski w biegu na 100 m wynikiem 10,2 s.
- 17 lipca – została odkryta Jaskinia Czarna w Tatrach Zachodnich.
- sierpień- powstał klub żużlowy Falubaz w Zielonej Górze
- 10 sierpnia – Wałcz:
  - Zdzisław Krzyszkowiak ustanowił rekord świata w biegu na 3000 m przeszk. wynikiem 8:30,4 s.
  - Witold Baran ustanowił rekord Polski w biegu na 1500 m wynikiem 3:40,0 s.
- 13 sierpnia – Łódź: płotkarz Roman Muzyk ustanowił rekord Polski w biegu na 110 m ppł. wynikiem 14,1 s.
- 25 sierpnia – rozpoczął się I Międzynarodowy Festiwal Piosenki w Sopocie.
- 4 września – premiera filmu Dziś w nocy umrze miasto.
- 7 września – Warszawa: Karolina Łukaszczyk ustanowiła rekord Polski w biegu na 400 m wynikiem 56,2 s.
- 12 września – zainaugurowała działalność Warszawska Opera Kameralna.
- 12 października – premiera filmu Ogniomistrz Kaleń.
- 17 listopada – premiera filmu psychologicznego Nafta w reżyserii Stanisława Lenartowicza.
- 18 listopada – otwarcie sztucznego lodowiska w Nowym Targu.
- 24 listopada – 9 górników zginęło w wyniku wybuchu w KWK „Polska” w Świętochłowicach.
- 3 grudnia – elektryk Stanisław Jaros usiłował dokonać drugiego zamachu bombowego na przebywającego w Sosnowcu Władysława Gomułkę. Zbyt późno odpalona bomba zabiła mężczyznę i ciężko zraniła dziecko.
- 4 grudnia – uruchomiono Elektrociepłownię Siekierki.
- 5 grudnia – premiera filmu Zaduszki.
- 13 grudnia – w Stoczni Gdańskiej wybuchł pożar na statku MS Maria Konopnicka, w którym zginęło 21 osób.
- 28 grudnia – premiera filmu Historia żółtej ciżemki.
- 29 grudnia – premiera filmu Zuzanna i chłopcy.
- 31 grudnia – Nowa Dęba otrzymała prawa miejskie.

## Wydarzenia na świecie
- 1 stycznia – Belgia objęła prezydencję w Europejskiej Wspólnocie Gospodarczej.
- 2 stycznia – na szczycie wulkanu Haleakalā na wyspie Maui w archipelagu Hawajów odnotowano temperaturę powietrza -10 °C (najniższa temperatura na wyspach Oceanu Spokojnego).
- 3 stycznia:
  - Stany Zjednoczone zerwały stosunki dyplomatyczne z Kubą.
  - w katastrofie samolotu DC-3 w Koivulahti w Finlandii zginęło 25 osób.
  - w wyniku awarii eksperymentalnego reaktora atomowego w Atomic City w stanie Idaho zginęły 3 osoby.
- 5 stycznia – Nigeria zerwała stosunki dyplomatyczne z Francją w proteście przeciwko francuskim próbom atomowym na Saharze algierskiej.
- 6 stycznia – w przemówieniu w Wyższej Szkole Partyjnej w Moskwie Nikita Chruszczow ogłosił poparcie dla antykolonialnych rewolucji w Azji i Afryce jako punktu zwrotnego w zimnej wojnie.
- 7 stycznia – na konferencji w Casablance spotkali się przywódcy radykalnych państw afrykańskich: Algierii, Egiptu, Ghany, Gwinei, Libii, Mali i Maroka, promując ideę utworzenia Stanów Zjednoczonych Afryki i podpisując Afrykańską Kartę Praw Ludności i Narodów.
- 8 stycznia – 75% Francuzów głosujących w referendum opowiedziało się za przyznaniem niepodległości Algierii.
- 14 stycznia – Indie Portugalskie zostały włączone do Indii.
- 15 stycznia – otwarto Port lotniczy Rzym-Fiumicino.
- 17 stycznia – katangijscy secesjoniści dokonali egzekucji pierwszego premiera Demokratycznej Republiki Konga Patrice’a Lumumby.
- 18 stycznia – założono radziecką stację polarną Nowołazariewskaja na Antarktydzie.
- 20 stycznia – John F. Kennedy został zaprzysiężony na 35. prezydenta Stanów Zjednoczonych.
- 22 stycznia – bojownicy z portugalsko-hiszpańskiego Iberyjskiego Rewolucyjnego Dyrektoriatu Wyzwolenia uprowadzili portugalski liniowiec SS „Santa Maria”, na pokładzie którego znajdowało się 350 członków załogi oraz 586 pasażerów. Po 12 dniach porywacze uzyskali azyl polityczny w Brazylii.
- 23 stycznia – ustanowiono Order Zasługi Wielkiego Księstwa Luksemburga.
- 24 stycznia:
  - dokonano oblotu amerykańskiego samolotu pasażerskiego Convair 990 Coronado.
  - w wyniku eksplozji amerykańskiej rakiety nośnej został zniszczony ładunek 5 satelitów pod wspólną nazwą Composite 1.
- 27 stycznia – w katastrofie radzieckiego okrętu podwodnego S-80 o napędzie dieslowskim na Morzu Barentsa zginęło 86 osób.
- 28 stycznia – Rwanda została proklamowana republiką przez rząd tymczasowy.
- 30 stycznia – premiera 1. odcinka serialu animowanego Miś Yogi.
- 31 stycznia:
  - Jânio Silva Quadros został prezydentem Brazylii.
  - program Mercury: szympans o imieniu Ham odbył lot suborbitalny na pokładzie statku kosmicznego Mercury-Redstone 2.
- 2 lutego – odbył się pierwszy udany lot radzieckiego międzykontynentalnego pocisku balistycznego R-16.
- 4 lutego – bojownicy z MPLA zaatakowali więzienie w Luandzie (Angola), w pierwszym wystąpieniu zbrojnym przeciwko portugalskim władzom kolonialnym.
- 12 lutego – ZSRR wystrzelił Wenerę 1, pierwszą sondę wysłaną w kierunku planety Wenus.
- 13 lutego – władze kongijskiej prowincji Katanga ogłosiły śmierć Patrice’a Lumumby.
- 14 lutego – w laboratorium w Berkeley w Stanach Zjednoczonych został po raz pierwszy otrzymany w sposób syntetyczny pierwiastek chemiczny lorens.
- 15 lutego – w katastrofie lotniczej (pierwszej z udziałem Boeinga 707), zginęła cała amerykańska ekipa, lecąca na Mistrzostwa Świata w łyżwiarstwie figurowym w Pradze. Zawody odwołano.
- 21 lutego – powstały największe brazylijskie linie lotnicze TAM.
- 24 lutego – w Paryżu otwarto lotnisko Orly.
- 26 lutego – Hassan II został królem Maroka.
- 1 marca – z inicjatywy prezydenta J.F. Kennedy’ego została powołana niezależna agencja federalna Korpus Pokoju.
- 3 marca – Hassan II został koronowany na króla Maroka.
- 5 marca – rozpoczęto budowę kolei mauretańskiej.
- 9 marca – został wystrzelony testowy radziecki statek kosmiczny Korabl-Sputnik 4.
- 13 marca – w Kijowie z Babiego Jaru wylała się na dzielnicę Kureniwka lawina błota z odpadów budowlanych, w wyniku czego zginęło 1,5-2 tys. osób (Katastrofa kureniwska)[1].
- 15 marca – Republika Południowej Afryki opuściła Wspólnotę Narodów.
- 18 marca – luksemburski utwór Nous les amoureux w wykonaniu Jean-Claude’a Pascala zwyciężył w 6. Konkursie Piosenki Eurowizji w Cannes.
- 19 marca – papież Jan XXIII powołał Ordynariat Polowy Boliwii.
- 23 marca:
  - w Leningradzie odbyła się prapremiera baletu Legenda o miłości z choreografią Jurija Grigorowicza, librettem Nâzıma Hikmeta i muzyką Arifa Melikowa(inne języki).
  - w ostatnim dniu 10-dniowego testu w komorze wypełnionej tlenem, która miała symulować warunki panujące wewnątrz statku kosmicznego, kandydat na kosmonautę porucznik pilot Walentin Bondarienko w wyniku nieuwagi upuścił nasączony spirytusem wacik na rozgrzaną płytę kuchenki elektrycznej, na której przyrządzał posiłki, w wyniku czego wybychł gwałtowny pożar. Ciężko poparzony Bondarienko zmarł tego samego dnia w szpitalu w Moskwie.
- 25 marca – wystrzelono testowy statek kosmiczny Korabl-Sputnik 5 z psem Gwiazdeczką na pokładzie.
- 28 marca – 52 osoby zginęły w katastrofie czechosłowackiego Iła-18 w NRD.
- 29 marca – ratyfikowano 23. poprawkę do konstytucji USA, uprawniającą mieszkańców Dystryktu Kolumbii do głosowania w wyborach prezydenckich.
- 8 kwietnia – statek pasażerski MV „Dara” zatonął w wyniku eksplozji na pokładzie na Zatoce Perskiej. Zginęło 238 osób, 565 uratowano.
- 11 kwietnia – w Izraelu rozpoczął się proces nazistowskiego zbrodniarza wojennego Adolfa Eichmanna.
- 12 kwietnia:
  - Jurij Gagarin, kosmonauta rosyjski, odbył w Wostoku 1 lot na orbicie okołoziemskiej, dokonując jednokrotnego okrążenia Ziemi w ciągu 1 godziny i 48 minut. Był to pierwszy w dziejach ludzkości lot człowieka w przestrzeni kosmicznej.
  - Kasai Południowe w Afryce zostało ogłoszone królestwem.
- 13 kwietnia – Zgromadzenie Ogólne ONZ w rezolucji nr 1598 potępiło politykę apartheidu w Republice Południowej Afryki.
- 17 kwietnia:
  - Aklilu Habte-Wold został premierem Etiopii.
  - odbyła się 33. ceremonia wręczenia Oscarów.
- 17–19 kwietnia – inwazja uzbrojonych i wspieranych przez CIA sił uchodźców kubańskich w Zatoce Świń.
- 18 kwietnia – została podpisana Konwencja wiedeńska o stosunkach dyplomatycznych.
- 21 kwietnia – holenderski minister spraw zagranicznych Dirk Stikker został sekretarzem generalnym NATO.
- 24 kwietnia – wydobyto na powierzchnię szwedzki statek wojenny Vasa, który zatonął na Bałtyku w 1628 roku.
- 25 kwietnia – Amerykanin Robert Noyce uzyskał patent na układ scalony.
- 27 kwietnia – Sierra Leone uzyskało niepodległość.
- 28 kwietnia – czechosłowacki szpieg Alfred Frenzel został w RFN skazany na 15 lat pozbawienia wolności.
- 29 kwietnia – powstała międzynarodowa organizacja ekologiczna World Wildlife Fund (pierwsze biuro otwarto 11 września tego samego roku w szwajcarskim Morges).
- 30 kwietnia – wszedł do służby pierwszy radziecki atomowy okręt podwodny K-19.
- 1 maja – Fidel Castro oficjalnie ogłosił Kubę krajem socjalistycznym.
- 3 maja – w Porcie lotniczym Atlanta – Hartsfield-Jackson otwarto największy wówczas amerykański terminal pasażerski.
- 5 maja – Alan Shepard został pierwszym Amerykaninem w kosmosie, odbywając 15-minutowy lot balistyczny na pokładzie statku Mercury-Redstone 3.
- 16 maja – generał Park Chung-hee dokonał zamachu stanu w Korei Południowej.
- 19 maja – radziecka sonda Wenera 1 po utracie łączności z Ziemią przeleciała w odległości 100 tys. km. od Wenus.
- 20 maja – na Ukrainie została ustanowiona Państwowa Nagroda im. Tarasa Szewczenki.
- 24 maja – Cypr został członkiem Rady Europy.
- 25 maja:
  - Program Apollo: prezydent USA John F. Kennedy przedstawił w czasie przemówienia w Kongresie projekt wysłania do końca dekady człowieka na Księżyc i jego bezpieczne sprowadzenie na Ziemię.
  - prezydent USA John F. Kennedy powołał jednostkę specjalną marynarki wojennej US Navy SEALs.
- 29 maja – premiera filmu Rodzynek w słońcu w reżyserii Daniela Petriego.
- 30 maja:
  - zginął w zamachu dyktator Dominikany Rafael Trujillo.
  - w katastrofie samolotu DC-8 holenderskich linii KLM pod Lizboną zginęło 61 osób.
- 31 maja – utworzono Republikę Południowej Afryki.
- 1 czerwca – po raz pierwszy na rynku europejskim wprowadzono do sprzedaży pigułkę antykoncepcyjną.
- 3-4 czerwca – w Wiedniu doszło do spotkania prezydenta USA Johna F. Kennedy’ego z przywódcą ZSRR Nikitą Chruszczowem.
- 7 czerwca – premiera westernu Ostatni zachód słońca w reżyserii Roberta Aldricha.
- 15 czerwca – izraelskie linie lotnicze El Al uruchomiły stałe połączenie z Nowym Jorkiem.
- 16 czerwca – tatarski tancerz i choreograf Rudolf Nuriejew na lotnisku Le Bourget zwrócił się o udzielenie mu azylu politycznego we Francji.
- 18 czerwca – w fińskim mieście Parola otwarto Muzeum Czołgów.
- 19 czerwca – Kuwejt uzyskał niepodległość (od Wielkiej Brytanii).
- 22 czerwca – premiera filmu wojennego Działa Navarony w reżyserii J. Lee Thompsona.
- 23 czerwca – wszedł w życie Układ Antarktyczny.
- 1 lipca – Niemcy objęły prezydencję w Europejskiej Wspólnocie Gospodarczej.
- 4 lipca – na Atlantyku doszło do awarii systemu chłodzenia reaktora jądrowego na radzieckim okręcie podwodnym K-19.
- 7 lipca:
  - w katastrofie górniczej w kopalni Dukla w Hawirzowie na Śląsku Cieszyńskim zginęło 108 osób.
  - ukazał się eksperymentalny tom poetycki Sto tysięcy miliardów wierszy Raymonda Queneau.
- 9 lipca – dokonano oblotu śmigłowca Mi-8.
- 12 lipca – 72 osoby zginęły w katastrofie czechosłowackiego Iła-18 w Casablance.
- 14 lipca:
  - papież Jan XXIII opublikował encyklikę Mater et Magistra.
  - został sformowany rząd Miettunena w Finlandii.
- 19 lipca:
  - w katastrofie samolotu Douglas DC-6 w Argentynie zginęło 67 osób.
  - w Stuttgarcie, Amerykanka Wilma Rudolph ustanowiła rekord świata w biegu na 100 m wynikiem 11,2 s.
- 20 lipca – Kuwejt wstąpił do Ligi Państw Arabskich.
- 21 lipca – Virgil Grissom, pilotujący kapsułę „Liberty Bell 7” Mercurego 4 został drugim Amerykaninem, który poleciał na orbitę Ziemi.
- 31 lipca – Irlandia zgłosiła wniosek o członkostwo w EWG.
- Sierpień – powstała pierwsza wersja Muru Berlińskiego rozdzielającego przez 28 lat Berlin Wschodni i Berlin Zachodni.
- 6 sierpnia – odbył się lot kosmiczny Wostoka 2, z drugim radzieckim kosmonautą Germanem Titowem na pokładzie.
- 10 sierpnia – Wojna wietnamska: Amerykanie po raz pierwszy zastosowali defoliant Agent Orange.
- 13 sierpnia – NRD obstawiła wojskiem granicę z Berlinem Zachodnim i zamknęła przejścia graniczne. Rozpoczęła się budowa Muru Berlińskiego.
- 15 sierpnia – w Izraelu odbyły się wybory parlamentarne.
- 23 sierpnia – wystrzelono amerykańską sondę księżycową Ranger 1.
- 24 sierpnia – 24-letni Günter Litfin został pierwszym uciekinierem zastrzelonym podczas próby przekroczenia Muru Berlińskiego.
- 1 września – została odkryta Kometa Humasona.
- 5 września – pierwsza konferencja Ruchu państw niezaangażowanych w Belgradzie.
- 6 września – Afganistan i Pakistan zerwały stosunki dyplomatyczne w związku ze sporem o Pasztunistan.
- 7 września – João Goulart został prezydentem Brazylii.
- 9 września – wszedł do służby pierwszy amerykański krążownik rakietowy o napędzie atomowym USS Long Beach.
- 10 września:
  - satelita TIROS 3 jako pierwszy w historii wykrył i sfotografował huragan z kosmosu.
  - podczas Grand Prix Włoch, w tragicznym wypadku na torze Monza zginął Wolfgang von Trips oraz 13 kibiców.
  - 83 osoby zginęły w katastrofie samolotu Douglas DC-6 w Shannon (Irlandia).
- 12 września – pod Rabatem w katastrofie należącego do Air France samolotu Sud Aviation Caravelle zginęło 77 osób.
- 18 września – Sekretarz Generalny ONZ Dag Hammarskjöld zginął w katastrofie lotniczej w czasie misji pokojowej w Kongu.
- 20 września – w Tokio otwarto Ogród Botaniczny Jindai.
- 21 września – dokonano oblotu śmigłowca wielozadaniowego Boeing CH-47 Chinook.
- 27 września – Sierra Leone zostało członkiem ONZ.
- 28 września – Syria opuściła Zjednoczoną Republikę Arabską.
- 30 września:
  - powstała OECD (Organizacja Współpracy Gospodarczej i Rozwoju).
  - Kolumbia wstąpiła do Stowarzyszenia Wolnego Handlu Ameryki Łacińskiej (LAFTA).
- 5 października:
  - odbyła się premiera filmu Śniadanie u Tiffany’ego.
  - podpisano konwencję haską znoszącą wymóg legalizacji zagranicznych dokumentów urzędowych przez placówki dyplomatyczne lub urzędy konsularne.
- 12 października – z wyspy Tristan da Cunha na południowym Atlantyku, z powodu formującego się nowego wulkanu, ewakuowano drogą morską do Kapsztadu wszystkich 290 mieszkańców.
- 17 października – policja paryska dokonała masakry protestujących Algierczyków, zginęło nie mniej niż 50 osób.
- 18 października – w Turynie została uchwalona Europejska Karta Społeczna.
- 26 października – Grégoire Kayibanda został prezydentem Rwandy.
- 27 października:
  - NASA: pierwszy testowy lot ciężkiej amerykańskiej rakiety nośnej Saturn I.
  - przy Checkpoint Charlie na Friedrichstraße w Berlinie, na skutek nieporozumień, stanęło naprzeciw siebie po dziesięć czołgów amerykańskich i radzieckich.
  - Mauretania oraz Mongolia zostały członkami ONZ.
- 29 października:
  - Syria wycofała się ze Zjednoczonej Republiki Arabskiej.
  - w Moskwie odsłonięto pomnik Karola Marksa.
- 30 października – ZSRR: na archipelagu Nowa Ziemia zdetonowano najpotężniejszą dotychczas bombę jądrową tzw. Car Bombę.
- 31 października:
  - z Mauzoleum Lenina na Placu Czerwonym usunięto ciało Józefa Stalina.
  - Belize City, stolica Hondurasu Brytyjskiego (ob. Belize), zostało całkowicie zniszczone po przejściu huraganu.
- 3 listopada – U Thant został sekretarzem generalnym ONZ.
- 7 listopada – Stalingrad przemianowano na Wołgograd.
- 8 listopada:
  - otwarto muzeum w Luwrze.
  - 77 osób zginęło w katastrofie samolotu Lockheed Constellation w Richmond (Wirginia).
- 14 listopada – w RFN powstał czwarty rząd Konrada Adenauera.
- 18 listopada – rozpoczęła się nieudana misja bezzałogowej sondy kosmicznej Ranger 2.
- 20 listopada – İsmet İnönü został po raz trzeci premierem Turcji.
- 22 listopada – premiera filmu muzycznego Błękitne Hawaje z Elvisem Presleyem w głównej roli.
- 23 listopada – w brazylijskim Campinas w katastrofie samolotu De Havilland Comet zginęły 54 osoby.
- 25 listopada – do służby wszedł USS Enterprise, pierwszy lotniskowiec o napędzie atomowym.
- 29 listopada:
  - John McCone został dyrektorem CIA.
  - NASA: szympans o imieniu Enos dwukrotnie okrążył Ziemię, podczas lotu kosmicznego Mercury-Atlas 5.
- 2 grudnia – Fidel Castro w przemówieniu z okazji 5. rocznicy wybuchu rewolucji kubańskiej oznajmił, że jest marksistą-leninistą i zapowiedział budowę komunizmu na Kubie.
- 9 grudnia:
  - Izrael: Adolf Eichmann uznany winnym zbrodni wojennych podczas II wojny światowej.
  - Tanganika uzyskała niepodległość (od Wielkiej Brytanii).
- 10 grudnia – ZSRR zerwał stosunki dyplomatyczne z Albanią.
- 15 grudnia – Adolf Eichmann został skazany w Izraelu na karę śmierci.
- 17 grudnia:
  - Indie zajęły portugalskie enklawy Goa, Daman i Diu.
  - w pożarze cyrku w mieście Niterói w Brazylii zginęło 320 osób, setki zostało rannych.
- 18 grudnia – Indonezja zaatakowała Nową Gwineę Holenderską.
- 23 grudnia – w katastrofie kolejowej we włoskiej Kalabrii zginęło 71 osób, 26 zostało rannych.
- 30 grudnia – wojska Demokratycznej Republiki Kongo zajęły zbuntowaną prowincję Kasai Południowe.
- 31 grudnia:
  - nieudana próba zamachu stanu w Libanie, inspirowanego przez Syrię.
  - w Long Beach w Kalifornii odbył się pierwszy koncert grupy The Beach Boys.

## Urodzili się
- 1 stycznia:
  - Zdzisław Adamczyk, polski mineralog i petrograf
  - Ireneusz Bartniak, polski generał
  - N. Biren Singh, indyjski polityk
  - Antônio Braz Benevente, brazylijski duchowny katolicki, biskup Jacarezinho
  - Umar ar-Razzaz, jordański polityk, premier Jordanii
  - Sven Regener, niemiecki muzyk rockowy, pisarz
  - Mieczysław Struk, polski samorządowiec, marszałek województwa pomorskiego
- 2 stycznia:
  - Gabrielle Carteris, amerykańska aktorka
  - Todd Haynes, amerykański reżyser i scenarzysta filmowy
  - Mirosław Siedler, polski aktor
  - Michael Young, amerykański koszykarz, trener
- 3 stycznia:
  - Dominique Bijotat, francuski piłkarz
  - Lynn Hill, amerykańska wspinaczka
  - Álvaro Magalhães, portugalski piłkarz
  - Władimir Potanin, rosyjski oligarcha, polityk
  - Susanne Riess, austriacka prawnik, polityk
- 4 stycznia:
  - David DeFeis, amerykański muzyk, członek zespołu Virgin Steele
  - Gunnar Gíslason, islandzki piłkarz
  - Cliff Levingston, amerykański koszykarz
  - Krzysztof Ostrowski, polski polityk, lekarz, poseł na Sejm RP
- 5 stycznia:
  - Piotr Baron, polski saksofonista jazzowy, kompozytor, pedagog
  - Jurij Jaroszenko, ukraiński piłkarz, trener
  - Tadeusz Kruczkowski, białoruski historyk, działacz polskiej mniejszości narodowej
  - Aldona Plucińska, polska plastyk, etnograf, muzealnik (zm. 2022)
- 6 stycznia:
  - Eugeniusz Bedeniczuk, polski lekkoatleta, trójskoczek (zm. 2023)
  - Dražen Bošnjaković, chorwacki prawnik, polityk
  - Harriet van Ettekoven, holenderska wioślarka
  - Marian Janoszka, polski piłkarz, trener
  - Linas Linkevičius, litewski polityk, dyplomata
- 7 stycznia:
  - Supriya Pathak, indyjska aktorka
  - Marek Pasionek, polski prawnik, prokurator (zm. 2022)
  - John Thune, amerykański polityk, senator
  - Elżbieta Tomczak, polska lekkoatletka, sprinterka
- 8 stycznia:
  - Keith Arkell, brytyjski szachista
  - Cezary Domagała, polski aktor, reżyser teatralny
  - Wiktor Kuznecow, ukraiński piłkarz, trener
  - João Muniz Alves, brazylijski duchowny katolicki, biskup Xingu-Altamiry
  - Richard Pombo, amerykański polityk pochodzenia portugalskiego
  - Calvin Smith, amerykański lekkoatleta, sprinter
  - Wu Mingqian, chińska szachistka
- 9 stycznia:
  - Jandir Bugs, brazylijski piłkarz
  - Sandra Myers, amerykańsko-hiszpańska lekkoatletka, sprinterka
  - Yannick Stopyra, francuski piłkarz pochodzenia polskiego
  - Piotr Świeboda, polski kierowca rajdowy
  - Jiří Vykoukal, czeski historyk
  - Karl Zeller, włoski polityk pochodzenia tyrolskiego
- 10 stycznia:
  - William Ayache, francuski piłkarz, trener
  - Bill Shuster, amerykański polityk
  - Alaksandr Zimouski, białoruski dziennikarz i działacz polityczny
- 11 stycznia:
  - Jasper Fforde, brytyjski pisarz
  - Karl Habsburg-Lothringen, austriacki polityk
  - Jiří Kajínek, czeski przestępca
  - Ewa Malik, polska inżynier, polityk, poseł na Sejm RP
- 12 stycznia:
  - Simon Russell Beale, brytyjski aktor
  - Andrea Carnevale, włoski piłkarz
  - Antoine Chbeir, kubański duchowny maronicki, biskup Latakii
  - Mykoła Martynenko, ukraiński polityk
  - Rick Miller, amerykański żużlowiec
  - Pavol Pavlis, słowacki przedsiębiorca, polityk
  - Giuseppe Valditara, włoski polityk, prawnik i nauczyciel akademicki
- 13 stycznia:
  - Earl Jones, amerykański koszykarz
  - Julia Louis-Dreyfus, amerykańska aktorka
  - Graham McPherson, brytyjski muzyk, wokalista, członek zespołu Madness
  - Héctor Rafael Rodríguez, dominikański duchowny katolicki, biskup La Vegi
  - Norberto Scoponi, argentyński piłkarz, bramkarz
  - Joanna Stanisławska, polska florecistka
  - Hienadź Sahanowicz, białoruski historyk
  - Agnieszka Taborska, polska historyk sztuki, tłumaczka, publicystka, pedagog
  - Sixto Vizuete, ekwadorski piłkarz, trener
- 14 stycznia:
  - Juan Antonio Aznárez, hiszpański duchowny katolicki, biskup pomocniczy Pampeluny i Tudeli
  - Pantelejmon (Baszczuk), ukraiński biskup prawosławny
  - Mariola Bojarska-Ferenc, polska gimnastyczka artystyczna, dziennikarka, producentka filmowa
- 15 stycznia:
  - Krzysztof Kołach, polski polityk, samorządowiec, wojewoda płocki, wójt gminy Bedlno
  - Jamie Lowery, kanadyjski piłkarz
  - Jerry Page, amerykański bokser
- 16 stycznia:
  - Dirk De Wolf, belgijski kolarz szosowy
  - Olga Gerovasili, grecka polityczka
  - Alain Guellec, francuski duchowny katolicki, biskup pomocniczy Montpellier
  - Beate Habetz, niemiecka kolarka szosowa
  - José Manuel Ochotorena, hiszpański piłkarz
  - Paweł Okoński, polski aktor
  - Paul Raven, brytyjski muzyk rockowy i gitarzysta basowy, członek grup Killing Joke, Ministry, Prong, Godflesh i Pigface (zm. 2007)
  - Hajrudin Varešanović, bośniacki wokalista zespołu Hari Mata Hari
- 17 stycznia:
  - Ewa Banaszkiewicz, polska brydżystka
  - Suzanne Berne, amerykańska pisarka
  - Maia Cziburdanidze, gruzińska szachistka
  - Brian Helgeland, amerykański reżyser i scenarzysta filmowy
  - Karin Lamberg-Skog, szwedzka biegaczka narciarska
  - Siergiej Swietłow, rosyjski hokeista, trener
- 18 stycznia:
  - Christophe Amade, kongijski duchowny katolicki, biskup Kalemie-Kirungu
  - Jacek Niedziela-Meira, polski muzyk i kompozytor jazzowy
  - Wojciech Niedziela, polski pianista jazzowy
  - Anna Poráčová, słowacka śpiewaczka
  - Jeff Yagher, amerykański aktor
- 19 stycznia:
  - Rose Hudson-Wilkin, brytyjska duchowna anglikańska pochodzenia jamajskiego, biskup Dover
  - Paul McCrane, amerykański aktor
  - Park Kyung-hoon, południowokoreański piłkarz
  - William Ragsdale, amerykański aktor
- 20 stycznia:
  - Uriah Grant, jamajski bokser
  - Gerry Gray, kanadyjski piłkarz, trener pochodzenia szkockiego
  - Vincent Jordy, francuski duchowny katolicki, biskup Saint-Claude
  - Piotr Polak, polski rolnik, samorządowiec, polityk, poseł na Sejm RP
  - Josefina Vázquez Mota, meksykańska polityk
  - Patricio Yáñez, chilijski piłkarz
- 21 stycznia:
  - Pia Christmas-Møller, duńska polityk
  - Kevin Cramer, amerykański polityk, senator
  - Jaromir Dziel, polski lekarz, samorządowiec, prezydent Gniezna
  - Stanisław Jarosz, polski samorządowiec, polityk, senator RP
  - Aram Mattioli, szwajcarski historyk
  - Paul Reedy, australijski wioślarz
  - Małgorzata Ruchała, polska biegaczka narciarska, biathlonistka, trenerka
  - Pēteris Ugrjumovs, łotewski kolarz szosowy pochodzenia rosyjskiego
  - Andrzej Walkowiak, polski dziennikarz, samorządowiec, polityk, poseł na Sejm RP
- 22 stycznia:
  - Elzo, brazylijski piłkarz
  - Michael Hillardt, australijski lekkoatleta, średniodystansowiec
  - Devon Morris, jamajski lekkoatleta, sprinter
- 23 stycznia:
  - Paweł Buszman, polski kardiolog
  - Wiesława Konwent-Piotrkiewicz, polska koszykarka, trenerka
  - Aldona Mendzoryte, litewska lekkoatletka, sprinterka
  - Waldemar Nowicki, polski piłkarz, bramkarz, trener
  - Jelena Sinczukowa, rosyjska lekkoatletka, skoczkini w dal
- 24 stycznia:
  - Jorge Barrios, urugwajski piłkarz, trener
  - Guido Buchwald, niemiecki piłkarz
  - Ołeksandr Irwaneć, ukraiński poeta, prozaik, dramaturg
  - Marian Janicki, polski generał BOR
  - Christa Kinshofer, niemiecka narciarka alpejska
  - Nastassja Kinski, niemiecka aktorka
  - Evi Kratzer, szwajcarska biegaczka narciarska
  - William Van Dijck, belgijski lekkoatleta, długodystansowiec
- 25 stycznia:
  - Miguel M. Abrahão, brazylijski prozaik, dramaturg, historyk
  - Charles Allieu Matthew Campbell, sierraleoński duchowny katolicki, biskup Bo
  - Gian Francesco Giudice, włoski fizyk-teoretyk, kosmolog, wykładowca akademicki
  - Sławomir Skup, polski siatkarz
  - Roger Yuan, amerykański aktor, praktyk sztuk walki, kaskader i choreograf filmowych scen akcji pochodzenia chińskiego
- 26 stycznia:
  - Gabriel Dušík, słowacki muzyk, kompozytor, wokalista, autor tekstów, członek zespołu Gravis
  - Wayne Gretzky, kanadyjski hokeista
  - Tom Keifer, amerykański gitarzysta, wokalista, członek zespołu Cinderella
  - Neil Taylor, brytyjski gitarzysta, wokalista, kompozytor
  - Teodozjusz (Wasniew), rosyjski biskup prawosławny
- 27 stycznia:
  - Norizan Bakar, malezyjski piłkarz, trener
  - Gillian Gilbert, brytyjska gitarzystka, klawiszowiec, członkini zespołów: The Other Two i New Order
  - Nino Gurieli, gruzińska szachistka
  - Jarosław Trześniewski-Kwiecień, polski prawnik, sędzia, poeta, prozaik, eseista, publicysta
  - Aleksandr Wowin, amerykański językoznawca, filolog, japonista pochodzenia rosyjskiego (zm. 2022)
- 28 stycznia:
  - Hanna Olęcka, polska koszykarka
  - Uładzimir Batan, białoruski inżynier mechanik, polityk
  - Arnaldur Indriðason, islandzki pisarz
  - Justynian (Owczinnikow), rosyjski biskup prawosławny
- 29 stycznia:
  - Ireneusz Bruski, polski duchowny katolicki, prawnik, dziennikarz, publicysta
  - Andrzej Dębkowski, polski dziennikarz, wydawca, poeta, krytyk literacki, eseista
  - Eddie Jackson, amerykański basista, członek zespołu Queensrÿche
  - Christian Keglevits, austriacki piłkarz, trener
  - Lee Tae-ho, południowokoreański piłkarz, trener
  - Krzysztof Oksiuta, polski politolog, polityk, poseł na Sejm RP
  - Anatolij Stepanyszczew, ukraiński hokeista, trener
  - Petra Thümer, niemiecka pływaczka
- 30 stycznia:
  - Piotr Bies, polski rzeźbiarz
  - Grzegorz Forysiak, polski aktor
  - Dexter Scott King, amerykański aktor, producent filmowy (zm. 2024)
  - Peter Loy Chong, fidżyjski duchowny katolicki, arcybiskup Suvy
  - Sebastian Lindholm, fiński kierowca rajdowy
  - Liu Gang, chiński matematyk, fizyk, informatyk, dysydent
  - Mark Proctor, angielski piłkarz, trener
- 31 stycznia:
  - Alosza Andonow, bułgarski piłkarz, trener
  - Fatou Bensouda, gambijska prokurator
  - Siergiej Czikiszew, rosyjski trener piłkarski
  - Nuno Morais Sarmento, portugalski prawnik, polityk
  - Damian Mrowiec, polski samorządowiec, starosta powiatu rybnickiego
  - Jonny Otten, niemiecki piłkarz
- 1 lutego:
  - John Byrne, irlandzki piłkarz
  - Izrael Cwajgenbaum, rosyjsko-amerykański malarz pochodzenia żydowskiego
  - Irina Czeluszkina, ukraińsko-serbska szachistka
  - Volker Fried, niemiecki hokeista na trawie
  - Paolo Gualtieri, włoski duchowny katolicki, arcybiskup, nuncjusz apostolski
  - Adnan Hamad, iracki piłkarz, trener
  - Jerzy Kossek, polski amerykanista, literaturoznawca, krytyk literacki, wykładowca akademicki
  - Bogdan Rzońca, polski samorządowiec, wicemarszałek województwa podkarpackiego
  - Hitoshi Saitō, japoński judoka (zm. 2015)
  - Daniel Tani, amerykański inżynier, astronauta pochodzenia chińskiego
  - Miguel Tendillo, hiszpański piłkarz
  - Armin Veh, niemiecki piłkarz, trener
  - Miloslav Vlček, czeski polityk
- 2 lutego:
  - Rinczinnjamyn Amardżargal, mongolski ekonomista, wykładowca akademicki, polityk, premier Mongolii
  - Abraham Iyambo, namibijski polityk (zm. 2013)
  - Serafin (Kykkotis), cypryjski biskup prawosławny
  - Lars Olsen, duński piłkarz, trener
  - Eleni Mawru, cypryjska polityk
  - Jorgos Sawidis, cypryjski piłkarz
  - Tim Vanni, amerykański zapaśnik
  - Pitirim (Wołoczkow), rosyjski biskup prawosławny (zm. 2025)
- 3 lutego:
  - Keith Gordon, amerykański aktor, reżyser filmowy
  - Colin McNab, szkocki szachista
- 4 lutego:
  - Gilbert Houngbo, togijski polityk, premier Togo
  - Ojrat Säduow, kazachski piłkarz, trener
  - Denis Savard, kanadyjski hokeista
  - Rafał Zagozdon, polski samorządowiec, prezydent Tomaszowa Mazowieckiego
  - Rajendranath Zutshi, indyjski aktor
- 5 lutego:
  - Dariusz Goczał, polski reżyser i producent filmowy
  - Roman Kierpacz, polski zapaśnik
  - Tim Meadows, amerykański aktor, komik
  - Maciej Świerkocki, polski pisarz, scenarzysta, krytyk i tłumacz literatury anglojęzycznej
  - Bruce Timm, amerykański rysownik
- 6 lutego:
  - Bernd Dittert, niemiecki kolarz torowy i szosowy
  - Malu Dreyer, niemiecka polityk, premier Nadrenii-Palatynatu
  - Ryszard Ostrowski, polski lekkoatleta, średniodystansowiec, trener
- 7 lutego:
  - Zdeněk Bakala, czeski przedsiębiorca, filantrop
  - Szelomo Benizri, izraelski polityk
  - Donald Bolen, kanadyjski duchowny katolicki, biskup Saskatoon, arcybiskup metropolita Reginy
  - Romuald Garczewski, polski samorządowiec, polityk, poseł na Sejm RP
  - Jacek Grudzień, polski kompozytor
  - Maria Probosz, polska aktorka (zm. 2010)
  - Dieter Schlindwein, niemiecki piłkarz, trener
  - Janusz Turowski, polski piłkarz
- 8 lutego:
  - Ralf Åkesson, szwedzki szachista
  - Eduard Eranosjan, bułgarski piłkarz, trener pochodzenia ormiańskiego
  - Jerzy Leszczyński, polski samorządowiec, marszałek województwa podlaskiego
  - Vince Neil, amerykański muzyk, wokalista członek zespołu Mötley Crüe
- 10 lutego:
  - Tapio Korjus, fiński lekkoatleta, oszczepnik
  - Alexander Payne, amerykański reżyser, scenarzysta i producent filmowy pochodzenia greckiego
  - Eva Pfaff, niemiecka tenisistka
  - Miłogost Reczek, polski aktor (zm. 2021)
- 11 lutego:
  - Jan Krzysztof Ardanowski, polski samorządowiec, polityk, poseł na Sejm RP, minister rolnictwa i rozwoju wsi
  - Dorota Gellner, polska poetka
  - Carey Lowell, amerykańska aktorka
  - Lilianna Morawiec, polska łyżwiarka szybka
  - Piotr Ponikowski, polski kardiolog
  - Hroar Stjernen, norweski skoczek narciarski
  - Joanna Zagdańska, polska piosenkarka
- 12 lutego:
  - Willem Christiaans, namibijski duchowny katolicki, biskup Keetmanshoop
  - David Graeber, amerykański antropolog kulturowy, anarchista (zm. 2020)
  - Michel Martelly, haitański piosenkarz, muzyk, polityk, prezydent Haiti
  - Salvador Mejía, meksykański producent filmowy
  - Andrzej Wojtaszak, polski historyk i politolog
- 13 lutego:
  - Oļegs Karavajevs, łotewski piłkarz, bramkarz (zm. 2020)
  - Isabelle Nicoloso, francuska kolarka torowa i szosowa
  - Henry Rollins, amerykański wokalista, pisarz, aktor, członek zespołów: Black Flag i Rollins Band(inne języki)
  - Gregory Springer, amerykański wioślarz
  - Richard Tyson, amerykański aktor, reżyser i producent filmowy
- 14 lutego:
  - J. Gresham Barrett, amerykański polityk
  - Wałerij Horodow, ukraiński piłkarz, bramkarz, trener
  - Grzegorz Schreiber, polski polityk, marszałek województwa łódzkiego, poseł na Sejm RP
  - Brian Slagel, amerykański wydawca muzyczny
- 15 lutego:
  - Marc Benninga, holenderski hokeista na trawie
  - Sawas Kofidis, grecki piłkarz
  - Robert Szopiński, polski hokeista, trener
  - Martin Toporek, austriacki lekkoatleta, chodziarz
- 16 lutego:
  - Jelena Gołowina, rosyjska biathlonistka
  - Aleksander Roszkowski, polski malarz
  - Maritza Sayalero, wenezuelska laureatka konkursów piękności, modelka
  - Jörg Schmidt, niemiecki kajakarz, kanadyjkarz (zm. 2022)
  - Dymitr (Sziolaszwili), gruziński biskup prawosławny
  - Andy Taylor, brytyjski gitarzysta, członek zespołu Duran Duran
  - Sotirios Zarianopulos, grecki związkowiec, polityk, eurodeputowany
- 17 lutego:
  - Ariane Ehrat, szwajcarska narciarka alpejska
  - Nicolas Forissier, francuski samorządowiec, polityk
  - Andriej Korotajew, rosyjski antropolog, socjolog, orientalista, historyk
  - Joëlle Milquet, belgijska i walońska polityk
  - Marian Niemiec, polski duchowny luterański
  - Rudy Rogiers, belgijski kolarz szosowy
  - Witold Sobków, polski polityk, dyplomata
  - Adam Wronka, polski hokeista
- 18 lutego:
  - Marion Aizpors, niemiecka pływaczka
  - Jarosław Gajewski, polski aktor
  - Hironobu Kageyama, japoński piosenkarz
  - Armin Laschet, niemiecki polityk, premier Nadrenii Północnej-Westfalii
  - Douglas Rushkoff, amerykański socjolog, teoretyk mediów, publicysta, wykładowca, scenarzysta komiksowy, dokumentalista pochodzenia żydowskiego
  - Stanisław Sorys, polski polityk, samorządowiec, wicewojewoda małopolski
- 19 lutego:
  - John Pinone, amerykański koszykarz
  - Pirjo Mattila, fińska biathlonistka
  - Grzegorz Pawlak, polski aktor
  - John Ross, kanadyjski narciarz dowolny
  - Kari Ukkonen, fiński piłkarz, trener
  - Andy Wallace, brytyjski kierowca wyścigowy
- 20 lutego:
  - Przemysław Alexandrowicz, polski samorządowiec, polityk, senator RP
  - Hennadij Bałaszow, ukraiński przedsiębiorca, publicysta, polityk
  - Rodney Van Johnson, amerykański aktor
  - Steve Lundquist, amerykański pływak
  - Jan Østergaard, duński kolarz, górski, szosowy i przełajowy
  - Petyr Petrow, bułgarski piłkarz
  - Imogen Stubbs, brytyjska aktorka
- 21 lutego:
  - Christopher Atkins, amerykański aktor, scenarzysta i producent filmowy
  - Abhijit Banerjee, indyjski ekonomista, laureat Nagrody Banku Szwecji im. Alfreda Nobla w dziedzinie ekonomii
  - Pierre Damien Habumuremyi, rwandyjski polityk, premier Rwandy
  - Tadeusz Madziarczyk, polski związkowiec, polityk, poseł na Sejm RP
  - Toni Nadal, hiszpański tenisista oraz trener tenisowy
  - Yobes Ondieki, kenijski lekkoatleta, długodystansowiec
  - Jarosław Mikołaj Skoczeń, polski dziennikarz, poeta, prozaik
  - Szymon Stułkowski, polski duchowny rzymskokatolicki, biskup płocki
  - Pawło Tarnowecki, ukraiński lekkoatleta, wieloboista
- 22 lutego:
  - Paweł Biedziak, polski policjant, dziennikarz, ekspert public relations, rzecznik prasowy NIK
  - Patrick Da Rocha, francuski kolarz szosowy
  - Iwona Kuczyńska, polska tenisistka
  - Mosze Sinaj, izraelski piłkarz, trener
  - Piotr Waśko, polski samorządowiec, polityk, poseł na Sejm RP (zm. 2023)
- 23 lutego:
  - Maksym (Dmitriew), rosyjski biskup prawosławny
  - Britta Ernst, niemiecka polityk
  - Yohannes Haile-Selassie, etiopski paleoantropolog
  - Waldemar Miśko, polski samorządowiec, burmistrz Karlina
  - Joanna Pizoń-Świtkowska, polska pływaczka (zm. 2013)
- 24 lutego:
  - Giancarlo Corradini, włoski piłkarz, trener
  - Ruud Heus, holenderski piłkarz
  - Maciej Jaworek, polski żużlowiec
  - Grzegorz Matusiak, polski polityk, samorządowiec, poseł na Sejm RP
  - Tyke Peacock, amerykański lekkoatleta, skoczek wzwyż
  - Erna Solberg, norweska polityk, premier Norwegii
- 25 lutego:
  - Gonzalo Farfán, meksykański piłkarz, trener
  - Hermann Gröhe, niemiecki polityk
  - Gualtiero Sigismondi, włoski duchowny katolicki, biskup Foligno
  - Krzysztof Włodarczyk, polski duchowny katolicki, biskup bydgoski
- 26 lutego:
  - Monika Fagerholm, fińska pisarka tworząca w języku szwedzkim
  - Alejandro García, meksykański piłkarz, bramkarz
  - Eugeniusz Olejarczyk, polski gitarzysta, wokalista, kompozytor, lider zespołu KSU
  - Joachim Philipkowski, niemiecki piłkarz, trener pochodzenia polskiego
  - Souleymane Sané, senegalski piłkarz, trener
  - Marek Sikorski, polski chemik, wykładowca akademicki
- 27 lutego:
  - Eva Biaudet, fińska polityk pochodzenia szwedzkiego
  - Mariví González, hiszpańska hokeistka na trawie
  - Ann Peel, kanadyjska lekkoatletka, chodziarka
  - Terence Stansbury, amerykański koszykarz
  - Kirsten Wenzel, niemiecka wioślarka, sterniczka
  - James Worthy, amerykański koszykarz
- 28 lutego:
  - Łarysa Bereżna, ukraińska lekkoatletka, skoczkini w dal
  - Grant Bramwell, nowozelandzki kajakarz
  - Jan Cedzyński, polski polityk, poseł na Sejm RP
  - Rae Dawn Chong, kanadyjska aktorka
  - Borut Petrič, słoweński pływak
  - Biljana Petrović, chorwacka lekkoatletka, skoczkini wzwyż
  - János Váradi, węgierski bokser
- 1 marca:
  - Mirosław Czyżykiewicz, polski pieśniarz, gitarzysta, poeta, kompozytor, artysta grafik
  - Marek Ejsmont, polski bokser
  - Kōichi Hashiratani, japoński piłkarz
- 2 marca:
  - Kęstutis Bartkevičius, litewski ekonomista, polityk
  - Piotr Gabryel, polski dziennikarz, publicysta
  - Ingeborg Gräßle, niemiecka filolog, polityk, eurodeputowana
  - Théo Malget, luksemburski piłkarz
  - Sara Mingardo, włoska śpiewaczka operowa (kontralt)
  - Dorota Ryl, polska działaczka samorządowa, wicemarszałek województwa łódzkiego
  - Tomasz Tomczykiewicz, polski polityk, wiceminister gospodarki, poseł na Sejm RP (zm. 2015)
  - Dorota Wellman, polska dziennikarka i prezenterka telewizyjna
- 3 marca:
  - Tom Emmer, amerykański polityk, kongresman
  - Anita Hegerland, norweska piosenkarka
  - Wiaczesław Iwanienko, rosyjski lekkoatleta, chodziarz
  - Fatima Whitbread, brytyjska lekkoatletka, oszczepniczka pochodzenia cypryjskiego
- 4 marca:
  - Jerzy Bany, polski szachista
  - Sabine Everts, niemiecka lekkoatletka, wieloboistka
  - Salvador García, hiszpański piłkarz
  - Tinker Juarez, amerykański kolarz górski
  - René Klaassen, holenderski hokeista na trawie
  - Ray Mancini, amerykański bokser, aktor pochodzenia włoskiego
  - Wojciech Ossowski, polski dziennikarz muzyczny, prezenter radiowy, konferansjer
  - Marcello Vernola, włoski prawnik, wykładowca akademicki, eurodeputowany
  - Steven Weber, amerykański aktor, reżyser, scenarzysta, i producent filmowy i telewizyjny
- 5 marca:
  - Andris Ameriks, łotewski samorządowiec, polityk, eurodeputowany
  - Gregory Bittman, kanadyjski duchowny katolicki, biskup pomocniczy Edmonton, biskup Nelson
  - Jelena Jakowlewa, rosyjska aktorka
  - Thomas Müller, niemiecki kombinator norweski
- 6 marca:
  - Didier Bouvet, francuski narciarz alpejski
  - Peter Gee, brytyjski basista, gitarzysta, klawiszowiec, członek zespołu Pendragon
  - Ivan Pudar, chorwacki piłkarz, bramkarz
  - Robert Štěrba, czeski kolarz torowy
- 7 marca:
  - Luis Doreste Blanco, hiszpański żeglarz sportowy
  - Nicolas Dupont-Aignan, francuski polityk
  - Grażyna Jaskierska, polska rzeźbiarka
  - Wagab Kazibiekow, rosyjski zapaśnik
  - Bice Vanzetta, włoska biegaczka narciarska
  - Juan Vargas, amerykański polityk pochodzenia meksykańskiego, kongresman
- 8 marca:
  - Mariusz Bieniek, polski skoczek spadochronowy
  - Bob Dadae, papuański polityk, gubernator generalny Papui-Nowej Gwinei
  - Bob Loughman, vanuacki polityk premier Vanuatu
  - Mark Padmore, brytyjski śpiewak operowy (tenor)
  - Kohir Rasulzoda, tadżycki polityk, premier Tadżykistanu
- 9 marca:
  - Ewa Piasek, polska lekkoatletka, wieloboistka
  - Mark Smith, brytyjski inżynier i dyrektor techniczny w zespołach Formuły 1
  - Darrell Walker, amerykański koszykarz, trener
- 10 marca:
  - Adam Abramowicz, polski menedżer, polityk, poseł na Sejm RP
  - Laurel Clark, amerykańska lekarka, astronautka (zm. 2003)
  - Roman Perucki, polski organista, pedagog
- 11 marca:
  - Mirjana Đurica, serbska piłkarka ręczna
  - Brent Huff, amerykański aktor, reżyser i scenarzysta filmowy
  - Kirsten Jensen, duńska działaczka samorządowa, polityk, eurodeputowana
  - Elias Koteas, grecko-kanadyjski aktor
  - Muhammad ibn Zajid Al Nahajjan, prezydent Zjednoczonych Emiratów Arabskich od 2022
  - Ryszard Płochocki, polski ultramaratończyk
  - Alberto Terrile, włoski fotograf
  - Zbigniew Wieczorek, polski samorządowiec, polityk, poseł na Sejm RP
- 12 marca:
  - Francisco Coelho, portugalski duchowny katolicki, arcybiskup Évory
  - Juan Carlos Girauta, hiszpański prawnik, dziennikarz, pisarz, polityk, eurodeputowany
  - Axel Grosser, niemiecki kolarz torowy
  - Stanisław Łakomiec, polski bokser, trener
  - Michael Mortensen, duński tenisista, trener
  - Josef Ostermayer, austriacki prawnik, polityk
  - Titus Welliver, amerykański aktor
- 13 marca:
  - Krystyna Ambros-Żurek, polska wioślarka
  - Andrzej Kaźmierczak, polski technik budowlany, polityk, poseł na Sejm RP
  - Walerij Kornijenko, rosyjski łyżwiarz figurowy
  - Sebastiano Nela, włoski piłkarz
  - Masahiko Shimada, japoński pisarz
  - Vincent Zhan Silu, chiński duchowny katolicki, biskup Funing
- 14 marca:
  - Brigitte Graune, niemiecka lekkoatletka, oszczepniczka
  - Penny Johnson Jerald, amerykańska aktorka
  - José Luis Mendilibar, hiszpański piłkarz, trener
  - Józefa Szczurek-Żelazko, polska polityk, poseł na Sejm RP
- 15 marca:
  - Moungi Bawendi, chemik amerykański pochodzenia tunezyjsko-francuskiego, laureat Nagrody Nobla
  - Fabio Biondi, włoski skrzypek, dyrygent, założyciel zespołu Europa Galante
  - Terry Cummings, amerykański koszykarz
  - Piotr Grella-Możejko, polski kompozytor, literaturoznawca, tłumacz, grafik, publicysta
  - Max Julen, szwajcarski narciarz alpejski
  - Wavel Ramkalawan, seszelski polityk, prezydent Seszeli
- 16 marca:
  - Ilja Bojaszow, rosyjski historyk, pisarz, pedagog
  - Todd McFarlane, kanadyjski rysownik i scenarzysta komiksowy
  - Michiru Ōshima, japońska kompozytorka
  - Małgorzata Wiese-Jóźwiak, polska szachistka
- 17 marca:
  - Ismail Ould Bedde Ould Cheikh Sidiya, mauretański polityk, premier Mauretanii
  - Alexander Bard, szwedzki muzyk, artysta, filozof kultury
  - Sam Bowie, amerykański koszykarz
  - Joanna Sekuła, polska nauczycielka, polityk, senator RP
  - Casey Siemaszko, amerykański aktor polskiego pochodzenia
- 18 marca:
  - Anne Ferreira, francuska działaczka samorządowa, polityk, eurodeputowana
  - Edward Kiedos, polski ekonomista, strażak, rolnik, samorządowiec, polityk, poseł na Sejm PRL
  - Hanna Kulenty, polska kompozytorka
  - Frano Matušić, chorwacki muzyk, nauczyciel, samorządowiec, polityk
  - Marek Mendyk, polski duchowny katolicki, biskup pomocniczy legnicki
  - Virgilijus Poderys, litewski menedżer, polityk
- 19 marca:
  - Rune Bratseth, norweski piłkarz
  - Thomas Giessing, niemiecki lekkoatleta, sprinter i średniodystansowiec
  - Jos Lansink, holenderski jeździec sportowy
  - Anna Malinowski, norweska brydżystka
  - Warsonofiusz (Wynyczenko), ukraiński biskup prawosławny
- 20 marca:
  - Ingrid Arndt-Brauer, niemiecka polityk
  - Hovsep Bezazian, syryjski duchowny ormiańskokatolicki, administrator apostolski Grecji
  - Đuro Hranić, chorwacki duchowny katolicki, arcybiskup metropolita Ðakova-Osijeka
  - Michael O’Leary, irlandzki przedsiębiorca
  - Jesper Olsen, duński piłkarz
- 21 marca:
  - James Hunter Bergeson, amerykański piłkarz wodny
  - Daniel Castellani, argentyński siatkarz, trener
  - Benedykt Dąbrowski, polski żużlowiec
  - Lothar Matthäus, niemiecki piłkarz, trener
  - Slim Jim Phantom, amerykański perkusista, kompozytor, członek zespołów: Stray Cats, Phantom, Rocker & Slick(inne języki), Dead Men Walking(inne języki) i The Head Cat
  - Kim Turner, amerykańska lekkoatletka, płotkarka
  - Kathleen York, amerykańska aktorka, scenarzystka, piosenkarka
- 22 marca:
  - Robert Janowski, polski piosenkarz, kompozytor, aktor, prezenter telewizyjny
  - Hubert Kah, niemiecki muzyk, kompozytor, autor tekstów piosenek, producent muzyczny
  - Hanna Lawicka, białoruska lekarka, polityk
  - Jacek Zieliński, polski piłkarz, trener
- 23 marca:
  - Eivind Aarset, norweski muzyk jazzowy
  - Tomás Saldaña, hiszpański kierowca wyścigowy
  - Jorge Solórzano Pérez, nikaraguański duchowny katolicki, biskup pomocniczy Managui, biskup Matagalpy i Granady
- 24 marca:
  - Alex Azzopardi, maltański piłkarz
  - Józef Korpak, polski polityk, poseł na Sejm RP
  - Jerzy Ostrouch, polski polityk, wojewoda lubuski
- 25 marca:
  - Reggie Fils-Aimé, amerykański przedsiębiorca
  - Makoto Ozone, japoński pianista jazzowy
  - Jette Sørensen, duńska wioślarka (sterniczka)
  - John Stockwell, amerykański aktor, reżyser, scenarzysta i producent filmowy i telewizyjny
  - Yoon Deok-yeo, południowokorwański piłkarz
- 26 marca:
  - Henryk Długosz, polski polityk, poseł na Sejm RP
  - William Hague, brytyjski polityk
  - Martin Häusling, niemiecki polityk, eurodeputowany
  - Paweł Kasprzak, polski działacz społeczny, publicysta polityczny
  - Agnieszka Kowalska, polska aktorka
  - Niels Arden Oplev, duński reżyser, scenarzysta i producent filmowy
  - Amanda Simpson, amerykańska pilot, polityk, działaczka społeczna
  - Billy Warlock, amerykański aktor, kaskader
- 27 marca:
  - Izaskun Bilbao, baskijska i hiszpańska polityk, deputowana do Parlamentu Europejskiego
  - Marcelo Daniel Colombo, argentyński duchowny katolicki, arcybiskup Mendozy
  - Janina Juszko, polska lekkoatletka, biegaczka długodystansowa
  - Marek Konopka, polski nauczyciel, samorządowiec, polityk, senator RP
  - Tak Matsumoto, japoński gitarzysta, członek zespołu B’z
  - Christian Ntsay, madagaskarski polityk, premier Madagaskaru
  - Tony Rominger, szwajcarski kolarz szosowy pochodzenia duńskiego
  - Raimon Weber, niemiecki pisarz
- 28 marca:
  - Ricardo Dabrowski, argentyński piłkarz, trener pochodzenia polskiego
  - Robert Hines, amerykański bokser
  - Byron Scott, amerykański koszykarz, trener
- 29 marca:
  - Gary Brabham, australijski kierowca wyścigowy
  - Gabriela Canavilhas, portugalska pianistka, pedagog, polityk
  - Doug Heveron, amerykański kierowca wyścigowy
  - Naomi Higuchi, japoński zapaśnik
  - Jan Kohout, czeski dyplomata, polityk
  - Mieczysław Mokrzycki, polski duchowny katolicki, arcybiskup metropolita lwowski
  - Amy Sedaris, amerykańska aktorka
  - Florin Segărceanu, rumuński tenisista
  - Miroslav Trnka, słowacki przedsiębiorca
  - Giommaria Uggias, włoski prawnik, polityk, eurodeputowany
  - Michael Winterbottom, brytyjski reżyser i producent filmowy
- 30 marca:
  - Andrzej Ignatowski, polski dziennikarz, autor tekstów piosenek
  - Mike Thackwell, nowozelandzki kierowca wyścigowy
- 31 marca:
  - Ron Brown, amerykański lekkoatleta, sprinter, futbolista
  - Manfred Deckert, niemiecki skoczek narciarski
  - Radomir Kovač, serbski watażka, zbrodniarz wojenny
  - Jewgienij Pigusow, rosyjski szachista
- 1 kwietnia:
  - Susan Boyle, brytyjska wokalistka
  - Juan Echanove, hiszpański aktor
  - Paweł Królikowski, polski aktor, dziennikarz telewizyjny (zm. 2020)
  - Regine Mösenlechner, niemiecka narciarka alpejska
  - Sergio Scariolo, włoski trener koszykówki
- 2 kwietnia:
  - Kevin Bernhardt, amerykański aktor, scenarzysta i producent filmowy
  - Ulf Carlsson, szwedzki tenisista stołowy
  - Robert Kościelny, polski menedżer, polityk, poseł na Sejm RP zm. 2024)
  - Christopher Meloni, amerykański aktor
  - Keren Woodward, brytyjska piosenkarka
  - Tomasz Żak, polski samorządowiec, burmistrz Andrychowa
- 3 kwietnia:
  - Ricardo Baccay, filipiński duchowny katolicki, biskup Alaminos
  - Edward Highmore, brytyjski aktor
  - Zbigniew Kozak, polski inżynier elektryk, polityk, poseł na Sejm RP
  - Ołeksij Kuczerenko, ukraiński przedsiębiorca, polityk
  - Michael Ludwig, austriacki polityk, burmistrz Wiednia
  - Angelo Mazzoni, włoski szpadzista
  - Eddie Murphy, amerykański aktor
- 4 kwietnia:
  - José Bonello, maltański duchowny katolicki, biskup Juticalpy w Hondurasie
  - Félix Cruz, meksykański piłkarz
  - René Isidoro García, meksykański piłkarz, trener
  - René van der Gijp, holenderski piłkarz
  - Siarhiej Kamianiecki, białoruski pułkownik, polityk
  - Jack Guy Lafontant, haitański lekarz, polityk, premier Haiti
  - Ray Mercer, amerykański bokser
  - Peter Thomsen, niemiecki jeździec sportowy
- 5 kwietnia:
  - Andrea Arnold, brytyjska reżyserka i scenarzystka filmowa
  - Michael Biegler, niemiecki trener piłki ręcznej
  - Richard Howitt, brytyjski polityk
  - Jan Tops, holenderski jeździec sportowy
  - Lisa Zane, amerykańska aktorka, piosenkarka
- 6 kwietnia:
  - Anna Bąk, polska lekkoatletka, chodziarka
  - Mirosław Matyja, polski ekonomista, historyk, politolog, wykładowca akademicki
- 7 kwietnia:
  - Luigi De Agostini, włoski piłkarz
  - Thurl Bailey, amerykański koszykarz
  - Maria Duffek, polska scenografka i kostiuografka filmowa
  - Stefaan Engels, belgijski maratończyk, triathlonista
  - Wiesław Kurtiak, polski inżynier, samorządowiec, prezydent Słupska
  - Teri Ann Linn, amerykańska aktorka, modelka, piosenkarka
  - Pascal Olmeta, francuski piłkarz, bramkarz
  - Troels Rasmussen, duński piłkarz, bramkarz
  - Igors Rausis, łotewski szachista (zm. 2024)
  - Marek Solczyński, polski duchowny katolicki, arcybiskup, nuncjusz apostolski
  - Jacob Vestergaard, farerski polityk
- 8 kwietnia:
  - Gao Wenhe, chiński zapaśnik
  - Richard Hatch, amerykański pisarz, przedsiębiorca, osobowość telewizyjna
  - Joazaf (Hubeń), ukraiński biskup prawosławny
- 9 kwietnia:
  - Tamar Beruchashvili, gruzińska polityk, dyplomatka
  - Andrzej Chronowski, polski polityk, minister skarbu państwa, senator RP
  - Mariusz Czajka, polski aktor, prezenter telewizyjny
  - Mark Kelly, irlandzki muzyk, klawiszowiec, członek zespołu Marillion
  - Krzysztof Kluzik, polski aktor
  - Jarosław Koniusz, polski szablista, trener
  - Krzysztof Koniusz, polski szablista, trener
  - Yvonne McGregor, brytyjska kolarka szosowa i torowa
  - Ladislav Miko, czeski biolog, polityk pochodzenia słowackiego
  - Heiner Wilmer, niemiecki duchowny katolicki, biskup Hildesheim
  - Jurij Worobjow, rosyjski zapaśnik
  - Dariusz Wójcik, polski polityk, wicemarszałek Sejmu RP
  - Robert Zoller, austriacki narciarz alpejski
- 10 kwietnia:
  - Ricki Herbert, nowozelandzki piłkarz, trener
  - Zdzisław Faraś, polski sztangista
  - Piotr Mordel, polski aktor kabaretowy, grafik, wydawca
  - Michał Sikora, polski generał broni
  - Heinrich Steinfest, austriacki pisarz
- 11 kwietnia:
  - Vincent Gallo, amerykański aktor, reżyser, scenarzysta i producent filmowy, wokalista, autor tekstów piosenek, kompozytor, model
  - Tomasz Torgowski, polski koszykarz
- 12 kwietnia:
  - Izajasz (Czanturia), gruziński biskup prawosławny
  - Lisa Gerrard, australijska wokalistka, aktorka, członkini zespołu Dead Can Dance
  - Jorge Olvera, meksykański zapaśnik
  - Grzegorz Sybilski, polski piłkarz
  - Magda Szubanski, australijska aktorka, komediantka, scenarzystka pochodzenia polsko-szkockiego
  - D.D. Verni, amerykański wokalista, basista, kompozytor, producent muzyczny pochodzenia włoskiego, członek zespołów: Overkill i The Bronx Casket Co.(inne języki)
- 13 kwietnia:
  - Adam Bałabuch, polski duchowny katolicki, biskup pomocniczy świdnicki
  - Georg Bätzing, niemiecki duchowny katolicki, biskup Limburga
  - Ignazio Cassis, szwajcarski lekarz, polityk
  - Robert William Fisher, amerykański morderca, zbieg
  - Butch Taylor, amerykański muzyk, kompozytor, pisarz
  - Hiro Yamamoto, amerykański basista pochodzenia japońskiego, członek zespołów: Soundgarden i Truly(inne języki)
- 14 kwietnia:
  - Robert Carlyle, brytyjski aktor
  - Daniel Clowes, amerykański autor komiksów
  - Anna Dąbrowska-Banaszek, polska lekarka, polityk, poseł na Sejm RP
  - Paweł Kotlarski, polski lekarz, polityk, poseł na Sejm RP
  - Sławomir Kowalski, polski polityk, poseł na Sejm RP, wicemarszałek województwa śląskiego
  - Humberto Martins, brazylijski aktor
  - Gaston Ruwezi, kongijski duchowny katolicki, biskup Sakania-Kipushi
  - Krystian Sikorski, polski hokeista, trener hokejowy i piłkarski
  - Yūji Sugano, japoński piłkarz
- 15 kwietnia:
  - Jacek Chruściński, polski gitarzysta basowy, kompozytor, publicysta
  - Carol Greider, amerykańska biolog molekularna
  - Oleg Kulik, rosyjski malarz, performer pochodzenia ukraińskiego
  - Tiina Lillak, fińska lekkoatletka, oszczepniczka
  - Andrés Simón, kubański lekkoatleta, sprinter
- 16 kwietnia:
  - Doris Dragović, chorwacka piosenkarka, autorka piosenek
  - Anna Trykozko, polska specjalistka w zakresie inżynierii środowiska (zm. 2019)
  - Jerzy Żywarski, polski koszykarz
- 17 kwietnia:
  - Greg Gianforte, amerykański polityk, gubernator Montany
  - Yves Jégo, francuski polityk
  - Jules Maaten, holenderski polityk, eurodeputowany
- 18 kwietnia:
  - Abd Allah Muhsin al-Akwa, jemeński polityk, p.o. premiera Jemenu
  - Élisabeth Borne, francuska inżynier, polityk
  - Jan Broeckx, belgijski tancerz baletowy, pedagog
  - Dirk Crois, belgijski wioślarz
  - Swietłana Diomina, rosyjska strzelczyni sportowa
  - Pavel Kříž, czeski aktor, psychoterapeuta
  - Jane Leeves, brytyjska aktorka
  - Jarosław Lis, polski perkusista, członek zespołów: Rokosz, Big Cyc i Czarno-Czarni
  - Steve Lombardi, amerykański wrestler pochodzenia włoskiego
  - Zdzisław Noga, polski historyk, mediewista, profesor nauk humanistycznych
  - Jose Pandarassery, indyjski duchowny syromalabarski, biskup pomocniczy archieparchii Kottayam
  - Jacek Poniński, polski aktor
  - Grażyna Świderska-Kołacz, polska biolog, wykładowczyni akademicka
- 19 kwietnia:
  - Kirsten Emmelmann, niemiecka lekkoatletka, sprinterka
  - Serge Falck, belgijsko-austriacki aktor
  - Paweł (Łebid), ukraiński biskup prawosławny
  - Vonny Sumlang, indonezyjska wokalistka, członkini zespołu Bhaskara Band
- 20 kwietnia:
  - Éric Dupond-Moretti, francuski prawnik
  - Konstantin Ławronienko, rosyjski aktor pochodzenia ukraińskiego
  - Don Mattingly, amerykański baseballista
- 21 kwietnia:
  - Cathy Cavadini, amerykańska piosenkarka, aktorka dubbingowa
  - Andriej Chomutow, rosyjski hokeista
  - Ronald Florijn, holenderski wioślarz
  - Ross Tong, nowozelandzki wioślarz
- 22 kwietnia:
  - Frank Famiano, amerykański zapaśnik
  - Thomas Greminger, szwajcarski dyplomata, sekretarz generalny OBWE
  - Leszek Klekociuk, polski duchowny katolicki
  - Scott Sampson, kanadyjski paleontolog, biolog ewolucyjny, wykładowca akademicki
- 23 kwietnia:
  - Ihor Iljuszyn, ukraiński historyk, wykładowca akademicki
  - Dominic Kimengich, kenijski duchowny katolicki, biskup Eldoret
  - Pierluigi Martini, włoski kierowca wyścigowy
  - Andrij Kurkow, ukraiński pisarz, scenarzysta filmowy
- 24 kwietnia:
  - José Miguel Gómez Rodríguez, kolumbijski duchowny katolicki, biskup Facatativy
  - Tetsuya Totsuka, japoński piłkarz
  - José Touré, francuski piłkarz pochodzenia malijskiego
- 25 kwietnia:
  - Eva Alikaj, albańska aktorka
  - Agneta Andersson, szwedzka kajakarka (zm. 2023)
  - Frank De Winne, belgijski inżynier, pilot wojskowy, astronauta
  - Juha Sipilä, fiński przedsiębiorca, polityk
  - Miran Tepeš, słoweński skoczek narciarski, działacz sportowy
- 26 kwietnia:
  - Svetlana Anastasovska, serbska piłkarka ręczna
  - Leif Andersson, szwedzki biathlonista
  - Byun Byung-joo, południowokoreański piłkarz
  - Joan Chen, chińska aktorka
  - Albert Lawrence, jamajski lekkoatleta, sprinter
  - Ołeksandr Zawarow, ukraiński piłkarz, trener
- 27 kwietnia – Karl Alpiger, szwajcarski narciarz alpejski
- 28 kwietnia:
  - Laura Boldrini, włoska prawnik, dziennikarka, polityk, przewodnicząca Izby Deputowanych
  - Marek Kwitek, polski nauczyciel, samorządowiec, polityk, poseł na Sejm RP
  - Attila Mizsér, węgierski pięcioboista nowoczesny
  - Anna Oxa, włoska piosenkarka, aktorka, prezenterka telewizyjna pochodzenia albańskiego
  - Maciej Siembieda, polski dziennikarz, reportażysta, pisarz
- 29 kwietnia:
  - Kévork Assadourian, libański duchowny katolicki, biskup pomocniczy Bejrutu
  - Gabriel Mato Adrover, hiszpański i kanaryjski polityk
  - Pål Gunnar Mikkelsplass, norweski biegacz narciarski
- 30 kwietnia:
  - Jaroslav Dušek, czeski aktor
  - Arnór Guðjohnsen, islandzki piłkarz
  - Eva Illouz, izraelska socjolog
  - Thomas Schaaf, niemiecki piłkarz, trener
  - Isiah Thomas, amerykański koszykarz, trener
  - Franky Van der Elst, belgijski piłkarz, trener
  - Zbigniew Włodkowski, polski polityk, samorządowiec, poseł na Sejm RP, burmistrz Orzysza
- 1 maja:
  - Jan van Aken, niemiecki polityk
  - Jiří Babica, czeski kucharz, podróżnik
  - Linas Balsys, litewski dziennikarz, polityk
  - Ołeksij Biły, ukraiński przedsiębiorca, polityk
  - Matt Cartwright, amerykański polityk, kongresman
  - Saint-Joseph Gadji Celi, iworyjski piłkarz
  - Morinosuke Kawaguchi, japoński innowator, konsultant, prelegent, futurolog, pisarz, projektant
  - Paweł Molgo, polski przedsiębiorca, kierowca rajdowy
  - Wasilij Sidorienko, rosyjski lekkoatleta, młociarz
- 2 maja:
  - Stephen Daldry, brytyjski reżyser filmowy i teatralny
  - Hein Vergeer, holenderski łyżwiarz szybki
- 3 maja:
  - Bryce Edgmon, amerykański polityk
  - Steve McClaren, angielski piłkarz, trener
  - Giovanni Roman, polski polityk, poseł na Sejm RP
  - David Vitter, amerykański polityk, senator
  - Ansgar Wessling, niemiecki wioślarz
- 4 maja:
  - Ermen Benítez, ekwadorski piłkarz
  - Luis Herrera, kolumbijski kolarz szosowy
  - Robert J. Lang, amerykański fizyk
  - Monika Rosca, polska aktorka dziecięca, później pianistka pochodzenia rumuńskiego
- 5 maja:
  - Rudy Douven, holenderski szachista
  - Mike Dunleavy, amerykański polityk, gubernator Alaski
  - Krzysztof Grzegorek, polski lekarz, polityk, poseł na Sejm RP
  - Hiroshi Hase, japoński zapaśnik, polityk
  - Edit Herczog, węgierski polityk, eurodeputowany
  - Yasuhiro Higuchi, japoński piłkarz, trener
  - Marek Kapłon, polski perkusista, członek zespołów: TSA, Banda i Wanda, Dżem i Złe Psy
  - Zuzana Martináková, słowacka dziennikarka, polityk
  - Tom Schanley, amerykański aktor, scenarzysta i producent filmowy
- 6 maja:
  - George Clooney, amerykański aktor, reżyser, scenarzysta i producent filmowy
  - Stanisław Stolorz, polski kolejarz, związkowiec (zm. 2019)
  - Frans Timmermans, holenderski dyplomata, polityk
  - Marek Żukow-Karczewski, polski historyk, publicysta, działacz społeczny
- 7 maja:
  - Phil Campbell, walijski gitarzysta, członek zespołu Motörhead
  - Marek Zgaiński, polski poeta, prozaik, tłumacz, autor słuchowisk, satyryk, dziennikarz
- 8 maja:
  - Bill de Blasio, amerykański prawnik, polityk, burmistrz Nowego Jorku
  - Silvia Fürst, szwajcarska kolarka górska
  - Janet McTeer, brytyjska aktorka
  - John Moolenaar, amerykański polityk, kongresman
  - Waldemar Szadny, polski przedsiębiorca, polityk, poseł na Sejm RP
- 9 maja:
  - Nicolò Anselmi, włoski duchowny katolicki, biskup pomocniczy Genui
  - John Corbett, amerykański aktor
  - Marian Daszyk, polski polityk i samorządowiec, poseł na Sejm RP
  - Wiktor Neborak, ukraiński prozaik, poeta, muzyk rockowy
- 10 maja:
  - Danny Carey, amerykański perkusista, członek zespołu Tool
  - Ryszard Jurek, polski siatkarz
  - Blyth Tait, nowozelandzki jeździec sportowy
  - Bruno Wolkowitch, francuski aktor pochodzenia polsko-żydowskiego
  - Stanisław Żerko, polski historyk, niemcoznawca, profesor nauk humanistycznych
- 11 maja:
  - Władimir Kołokolcew, rosyjski generał pułkownik milicji, polityk
  - Anders Lööf, szwedzki curler
  - Martin Říman, czeski inżynier, przedsiębiorca, polityk
  - Valérie Simonnet, francuska kolarka szosowa i torowa
- 12 maja:
  - Thomas Dooley, amerykański piłkarz
  - Frank Kudelka, argentyński trener piłkarski pochodzenia czeskiego
  - Lar Park-Lincoln, amerykańska aktorka (zm. 2025)
  - Aleksa Striković, serbski szachista
  - Leszek Wojtasiak, polski samorządowiec, wicemarszałek województwa wielkopolskiego
- 13 maja:
  - Barbara Cieśluk, polska lekkoatletka, sprinterka
  - Siobhan Fallon Hogan, amerykańska aktorka pochodzenia irlandzkiego
  - Jeong Gi-dong, południowokoreański piłkarz, bramkarz
  - Peter Muhich, amerykański duchowny katolicki, biskup Rapid City (zm. 2024)
  - Éva Rakusz, węgierska kajakarka
  - Dennis Rodman, amerykański koszykarz
  - Małgorzata Turska, polska koszykarka
- 14 maja:
  - Tim Roth, brytyjski aktor, reżyser filmowy
  - Paweł Zuchniewicz, polski dziennikarz, pisarz
- 15 maja:
  - Katrin Cartlidge, brytyjska aktorka (zm. 2002)
  - Sylvie Charrière, francuska polityk
  - Cyryl (Nakonieczny), rosyjski biskup prawosławny
  - Grzegorz Łysiak, polski naukowiec
- 16 maja:
  - Michał Laskowski, polski sędzia
  - Kevin McDonald, kanadyjski aktor, komik
  - Jakub Skiba, polski urzędnik państwowy
- 17 maja:
  - Amadou Ba, senegalski polityk, premier Senegalu
  - Enya, irlandzka piosenkarka
  - Tomé Ferreira da Silva, brazylijski duchowny katolicki, biskup São José do Rio Preto
  - Corey Johnson, amerykański aktor
  - Gisela Kinzel, niemiecka lekkoatletka, sprinterka
  - Jolanta Piotrowska, polska dziennikarka, działaczka samorządowa, burmistrz Giżycka
  - Marina Znak, białoruska wioślarka
- 18 maja:
  - Félix Vera, boliwijski piłkarz
  - Bogusław Zychowicz, polski pływak
- 19 maja:
  - Bobby Berna, filipiński bokser
  - Firdaus Kabirow, rosyjski kierowca rajdowy
  - Jarosława Różańska, polska siatkarka
  - Robert Tekieli, polski dziennikarz, publicysta
  - Philippe Vernet, francuski kolarz torowy
- 20 maja:
  - Clive Allen, angielski piłkarz
  - Roberta Pinotti, włoska polityk
  - Owen Teale, walijski aktor
- 21 maja:
  - Anatolij Buznik, ukraiński piłkarz, trener pochodzenia bułgarskiego
  - Jarosław Jaromi Drażewski, polski muzyk bluesowy, multiinstrumentalista, kompozytor, autor tekstów
  - Zbigniew Sałaj, polski artysta współczesny, pedagog
  - Ewald Stadler, austriacki samorządowiec, polityk, eurodeputowany
  - Zbigniew Wrona, polski prawnik, radca prawny, urzędnik państwowy
- 22 maja:
  - Rolando Chilavert, paragwajski piłkarz
  - Dan Frost, duński kolarz szosowy i torowy
  - Michael Kostroff, amerykański aktor
  - Michael Lockwood, amerykański gitarzysta i producent muzyczny
- 23 maja:
  - Daniele Massaro, włoski piłkarz
  - Fodil Megharia, algierski piłkarz
  - Milena Strnadová, czeska lekkoatletka, sprinterka i biegaczka średniodystansowa
- 24 maja:
  - Aivars Aksenoks, łotewski inżynier, polityk, burmistrz Rygi
  - Abdulla Aripov, uzbecki inżynier, polityk, premier Uzbekistanu
  - Dariusz Gnatowski, polski aktor (zm. 2020)
- 25 maja: 
  - Paweł Matyka, polski artysta fotograf
  - Tite, brazylijski piłkarz
- 26 maja:
  - Piotr Gębica, polski historyk
  - Susan Hearnshaw, brytyjska lekkoatletka, skoczkini w dal
  - Wasilij Szyszow, rosyjski bokser
  - Juris Tone, łotewski bobsleista
  - Bogumiła Umińska, polska regionalistka, historyk, muzealnik
- 27 maja:
  - Rudolf Autrata, czeski okulista, mikrochirurg
  - Larbi El Hadi, algierski piłkarz, bramkarz
  - James Hughes, amerykański socjolog, bioetyk, wykładowca akademicki
  - Pierre-Henri Raphanel, francuski kierowca wyścigowy
- 28 maja:
  - Steve Clifford, amerykański trener koszykówki
  - Andrzej Dobber, polski śpiewak operowy
  - Włodzimierz Fisiak, polski samorządowiec, marszałek województwa łódzkiego
  - Roland Gift, brytyjski muzyk, lider zespołu Fine Young Cannibals
  - Frank Jensen, duński polityk
  - Richard A. Knaak, amerykański chemik, pisarz fantasy
  - Elisabeth Ohlson Wallin, szwedzka fotografka, artystka wizualna i aktywistka
- 29 maja:
  - Melissa Etheridge, amerykańska piosenkarka
  - Juan Miguel Ferrer Grenesche, hiszpański duchowny katolicki, podsekretarz Kongregacji ds. Kultu Bożego i Dyscypliny Sakramentów
  - Włodzimierz Pinczak, polski samorządowiec, burmistrz Stęszewa
  - Wojciech Rotarski, polski historyk, działacz opozycji antykomunistycznej
  - Gregg Thompson, amerykański piłkarz
  - Charlie Yankos, australijski piłkarz pochodzenia greckiego
- 30 maja:
  - Gianrico Carofiglio, włoski prokurator, polityk, pisarz
  - Harry Enfield, brytyjski komik, pisarz, reżyser filmowy
  - Dariusz Jabłoński, polski reżyser, scenarzysta i producent filmowy
  - Jan Matouš, czeski biathlonista
- 31 maja:
  - István Busa, węgierski florecista
  - Jarosław Jechorek, polski koszykarz
  - Marios Karojan, cypryjski polityk
  - Andrä Rupprechter, austriacki polityk, urzędnik państwowy i europejski
  - Lea Thompson, amerykańska aktorka
- 1 czerwca:
  - Paul Coffey, kanadyjski hokeista
  - Werner Günthör, szwajcarski lekkoatleta, kulomiot
  - Wiesława Kiełsznia-Buksińska, polska wioślarka
  - Peter Machajdík, słowacki kompozytor i artysta dźwiękowy
  - Gabriel Samolej, polski hokeista, bramkarz
- 2 czerwca:
  - Jude Arogundade, nigeryjski duchowny katolicki, biskup Ondo
  - Dez Cadena, amerykański gitarzysta, wokalista, członek zespołów: Black Flag, The Gentleman i The Misfits
  - Anna Chełmońska-Soyta, polska profesor nauk weterynaryjnych
  - Liam Cunningham, irlandzki aktor
  - Jan Jankowski, polski aktor, reżyser
  - Mark Plaatjes, południowoafrykański lekkoatleta, maratończyk
  - Kerry-Anne Saxby-Junna, australijska lekkoatletka, chodziarka
  - Maciej Sobczak, polski skrzypek, pedagog
  - Sławomir Witkowski, polski malarz, grafik, pedagog
- 3 czerwca:
  - Norbert Gstrein, austriacki pisarz
  - Lawrence Lessig, amerykański prawnik
  - Peter Vidmar, amerykański gimnastyk
  - Ed Wynne, brytyjski gitarzysta, klawiszowiec, założyciel zespołu Ozric Tentacles
- 4 czerwca:
  - Nikolaus Berlakovich, austriacki rolnik, samorządowiec, polityk
  - Brygida Brzęczek, polska biegaczka średniodystansowa
  - Ferenc Gyurcsány, węgierski polityk, premier Węgier
  - Pedro Manuel Salamanca Mantilla, kolumbijski duchowny katolicki, biskup pomocniczy Bogoty
  - Julie White, amerykańska aktorka
- 5 czerwca:
  - Anke Behmer, niemiecka lekkoatletka, wieloboistka
  - Mary Kay Bergman, amerykańska aktorka (zm. 1999)
- 6 czerwca:
  - Tom Araya, amerykański wokalista, basista, członek zespołu Slayer
  - Mindaugas Butkus, litewski dyplomata
  - Aldo Costa, włoski inżynier Formuły 1
  - Małgorzata Winiarczyk-Kossakowska, polska politolog, polityk, poseł na Sejm RP (zm. 2024)
- 7 czerwca:
  - Roberto Alderete, meksykański piłkarz, trener
  - Eric Chu, tajwański polityk
  - Engin İpekoğlu, turecki piłkarz, bramkarz, trener
  - Grzegorz Machłaj, polski malarz, grafik, witrażysta, pedagog
- 8 czerwca:
  - Nick Barrett, brytyjski gitarzysta, wokalista, autor tekstów, członek zespołu Pendragon
  - Stanisław Kiełbik, polski koszykarz, trener
  - Juan Carlos Osorio, kolumbijski piłkarz, trener
  - Branko Segota, kanadyjski piłkarz pochodzenia chorwackiego
  - Gerrit Solleveld, holenderski kolarz szosowy i torowy
  - Elżbieta Szerment, polska koszykarka
- 9 czerwca:
  - Radosław Figura, polski scenarzysta filmowy
  - Michael J. Fox, kanadyjski aktor
  - Wojtek Sedeńko, polski dziennikarz
  - Aaron Sorkin, amerykański dramaturg, scenarzysta filmowy
- 10 czerwca:
  - Rodrigo Chaves Robles, kostarykański polityk, prezydent Kostaryki
  - Kim Deal, amerykańska gitarzystka, członkini zespołu Pixies
  - Juan Fernando López Aguilar, hiszpański prawnik, polityk
  - Adrian Negulescu, rumuński szachista
  - Małgorzata Pępek, polska polityk, samorządowiec, posłanka na Sejm RP
  - Maxi Priest, brytyjski muzyk reggae
  - Christophe Zoa, kameruński duchowny katolicki, biskup Sangmélimy
- 11 czerwca:
  - María Barranco, hiszpańska aktorka
  - Susanne Lorentzon, szwedzka lekkoatletka, skoczkini wzwyż
  - Zygmunt Łukaszczyk, polski samorządowiec, polityk, prezydent Żor, wojewoda śląski
  - Oksen Mirzojan, ormiański sztangista
- 12 czerwca:
  - Julius Kariuki, kenijski lekkoatleta, długodystansowiec
  - Hannelore Kraft, niemiecka polityk
  - Kira Roessler, amerykańska gitarzystka basowa
  - Janusz Siadlak, polski dyrygent, chórmistrz
  - Lucio Ángel Vallejo Balda, hiszpański duchowny katolicki, sekretarz Prefektury Ekonomicznych Spraw Stolicy Apostolskiej
- 13 czerwca:
  - Dorota Ceran, polska dziennikarka telewizyjna i prasowa
  - Alenka Cuderman, słoweńska piłkarka ręczna
  - Zita Pleštinská, słowacka architekt, polityk, eurodeputowana
  - Teuta Topi, albańska pierwsza dama
- 14 czerwca:
  - Hartmut Bölts, niemiecki kolarz szosowy
  - Boy George, brytyjski wokalista, członek zespołu Culture Club
  - Mihai Cioc, rumuński judoka
  - Dušan Kojić, serbski muzyk, wokalista, kompozytor, członek zespołu Disciplina Kičme(inne języki)
  - Sam Perkins, amerykański koszykarz
  - Anna Rozpiórska, polska siatkarka
  - Tomasz Sętowski, polski malarz surrealista
- 15 czerwca:
  - Laurent Cantet, francuski reżyser, scenarzysta i operator filmowy (zm. 2024)
  - Jim Hanks, amerykański aktor
  - Gültan Kışanak, kurdyjska polityk
  - Mariusz Kułakowski, polski malarz, pedagog
- 16 czerwca:
  - Marjolein Bolhuis-Eijsvogel, holenderska hokeistka na trawie
  - Jeremy Doncaster, brytyjski żużlowiec
  - Petru Iosub, rumuński wioślarz
  - Víctor René Mendieta, panamski piłkarz, trener
  - Margus Metstak, estoński koszykarz
  - Nelson Perez, amerykański duchowny katolicki pochodzenia kubańskiego, arcybiskup metropolita Filadelfii
  - Mirosław Śledź, polski malarz
- 17 czerwca:
  - Branko Damljanović, serbski szachista
  - Alicja Łuczak, polska nauczycielka, polityk, posłanka na Sejm RP
  - Luca Marmorini, włoski inżynier Formuły 1
  - Sławomir Matczak, polski dziennikarz, publicysta
  - Piotr Tomaszuk, polski reżyser teatralny
  - Kōichi Yamadera, japoński aktor
- 18 czerwca:
  - Leo Cushley, szkocki duchowny katolicki, arcybiskup Saint Andrews i Edynburga
  - Marek Konarzewski, polski biolog, wykładowca akademicki
  - Dana Kuchtová, czeska nauczycielka, działaczka samorządowa, polityk
  - Alison Moyet, brytyjska piosenkarka, autorka tekstów
- 19 czerwca – Bidhya Devi Bhandari, nepalska polityk, prezydent Nepalu
- 20 czerwca:
  - Piotr Cyrwus, polski aktor
  - Karin Enke, niemiecka łyżwiarka szybka
  - Erdal Keser, turecki piłkarz
  - Małgorzata Kozera-Gliszczyńska, polska koszykarka (zm. 1992)
  - Vesna Škare-Ožbolt, chorwacka prawnik, polityk
  - Sándor Zsótér, węgierski aktor, dramaturg, reżyser filmowy
- 21 czerwca:
  - Jeanne Beauprey, amerykańska siatkarka
  - Rafael Catalá Polo, hiszpański prawnik, polityk
  - Manu Chao, hiszpański muzyk, kompozytor
  - Blake Gibbons, amerykański aktor
  - Jürgen Goldschmidt, niemiecki polityk, samorządowiec, burmistrz Forst
  - Lech Miodyński, polski slawista, literaturoznawca, kulturoznawca, komparatysta
  - Joko Widodo, indonezyjski polityk, prezydent Indonezji
- 22 czerwca:
  - Stephen Batchelor, brytyjski hokeista na trawie
  - Jimmy Somerville, szkocki piosenkarz
  - Robert Tiwjajew, izraelski polityk
- 23 czerwca:
  - Andrea Borella, włoski florecista
  - David Leavitt, amerykański pisarz
  - Rumen Petkow, bułgarski polityk
- 24 czerwca:
  - Susanne Beyer, niemiecka lekkoatletka, skoczkini wzwyż
  - Juan Cayasso, kostarykański piłkarz
  - Iain Glen, szkocki aktor
  - Curt Smith, brytyjski basista, klawiszowiec, wokalista, członek duetu Tears for Fears
  - Natalja Szaposznikowa, rosyjska gimnastyczka
- 25 czerwca:
  - Timur Biekmambietow, kazachski reżyser, scenarzysta i producent filmowy
  - Awirmedijn Enchee, mongolski zapaśnik
  - Ricky Gervais, brytyjski aktor, reżyser i scenarzysta komediowy
  - Piotr Kozłowski, polski polityk, poseł na Sejm RP
- 26 czerwca:
  - Piotr Adamowicz, polski dziennikarz, publicysta, polityk, poseł na Sejm RP
  - Mieczysław Baszko, polski polityk, samorządowiec, poseł na Sejm RP, marszałek województwa podlaskiego
  - Frank Beck, niemiecki florecista
  - Greg LeMond, amerykański kolarz szosowy
  - Terri Nunn, amerykańska aktorka, wokalistka, członkini zespołu Berlin
  - Maria Pomianowska, polska wokalistka, kompozytorka, muzyk, pedagog
- 27 czerwca:
  - André Ahrlé, niemiecki kierowca wyścigowy
  - Marja van Bijsterveldt, holenderska działaczka samorządowa, polityk
  - Gerhard Strittmatter, niemiecki kolarz szosowy i torowy
- 28 czerwca:
  - Andrzej Celiński, polski reżyser, dramaturg, scenograf teatralny i filmowy
  - Maria Ciunelis, polska aktorka
  - Izabela Łabuda, polska śpiewaczka operowa (sopran)
  - Jeff Malone, amerykański koszykarz
  - Leonard Orban, rumuński ekonomista, polityk pochodzenia węgierskiego
  - Tony Sharpe, kanadyjski lekkoatleta, sprinter pochodzenia jamajskiego
- 29 czerwca:
  - Agnes Alpers, niemiecka polityk
  - Kimberlin Brown, amerykańska aktorka
  - Meredith Gardner, kanadyjska narciarka dowolna
  - Greg Hetson, amerykański gitarzysta, członek zespołów: Circle Jerks i Bad Religion
  - Sharon Lawrence, amerykańska aktorka
  - Victor Emilio Masalles Pere, dominikański duchowny katolicki, biskup Baní
  - Jörg Meuthen, niemiecki ekonomista, wykładowca akademicki, polityk, eurodeputowany
  - Dimitris Sarawakos, grecki piłkarz
- 30 czerwca:
  - Undine Bremer, niemiecka lekkoatletka, sprinterka
  - Lynne Jolitz, amerykańska programistka
  - Bożena Karkut, polska piłkarka ręczna
  - Pōhiva Tuʻiʻonetoa, tongijski polityk, premier Tonga
- 1 lipca:
  - Zenon Burzawa, polski piłkarz
  - Rolf Kasparek, niemiecki muzyk, wokalista, gitarzysta, kompozytor, producent muzyczny i autor tekstów
  - Carl Lewis, amerykański lekkoatleta, sprinter, skoczek w dal
  - Carlo Simionato, włoski lekkoatleta, sprinter
  - Diana Spencer, księżna Walii, działaczka społeczna (zm. 1997)
- 2 lipca:
  - Samy Naceri, francuski aktor, producent filmowy pochodzenia algierskiego
  - Mirko Nišović, jugosłowiański kajakarz, kanadyjkarz
  - Alba Parietti, włoska aktorka, prezenterka telewizyjna
- 3 lipca:
  - Juri Fazi, włoski judoka
  - Czedomir Janewski, macedoński piłkarz, trener
- 4 lipca
  - Ana Acosta, argentyńska aktorka
  - Richard Garriott, amerykański twórca gier komputerowych, turysta kosmiczny
- 5 lipca:
  - Mauro Parmeggiani, włoski duchowny katolicki, biskup Tivoli
  - Zlatko Saračević, chorwacki piłkarz ręczny (zm. 2021)
- 6 lipca:
  - Sławomir Adamus, polski piłkarz, trener
  - Robin Antin, amerykańska choreografka, tancerka, aktorka
  - Benita Fitzgerald-Brown, amerykańska lekkoatletka, płotkarka
- 7 lipca:
  - Sławomir Chrzanowski, polski dyrygent
  - Chun Chil-sung, południowokoreański bokser
  - Mariola Pawlak, polska koszykarka
  - Wincuk Wiaczorka, białoruski polityk, lider Białoruskiego Frontu Narodowego
- 8 lipca:
  - Andrew Fletcher, brytyjski muzyk, członek zespołów: Depeche Mode i Client (zm. 2022)
  - Janusz Nawrocki, polski piłkarz
  - Wally Pfister, amerykański operator filmowy, reżyser filmów reklamowych
- 9 lipca:
  - Chris Anderson, amerykański wydawca, publicysta pochodzenia brytyjskiego
  - Raymond Cruz, amerykański aktor pochodzenia meksykańskiego
- 10 lipca:
  - Jacky Cheung, hongkoński aktor, piosenkarz
  - Killion Munyama, polski ekonomista, polityk pochodzenia zambijskiego
- 11 lipca:
  - Laurence Golborne, chilijski inżynier, menedżer, przedsiębiorca, polityk
  - Ofir Pines-Paz, izraelski polityk
  - Caroline Quentin, brytyjska aktorka
- 12 lipca:
  - Espen Andersen, norweski kombinator norweski
  - Lambert Bainomugisha, ugandyjski duchowny katolicki, arcybiskup Mbarary
  - Janusz Kudyba, polski piłkarz, trener
  - Glen Morgan, amerykański aktor, reżyser, scenarzysta i producent filmowy
  - Piotr Siemion, polski prawnik, pisarz, tłumacz
- 13 lipca:
  - Anders Järryd, szwedzki tenisista
  - Stelios Manolas, grecki piłkarz
  - Tomasz Runke, polski gitarzysta
- 14 lipca:
  - Judi Brown, amerykańska lekkoatletka, płotkarka
  - Unsuk Chin, koreańska kompozytorka
  - Jackie Earle Haley, amerykański aktor
  - Waldemar Starosta, polski technolog żywności, nauczyciel akademicki, polityk, poseł na Sejm RP
- 15 lipca:
  - Lolita Davidovich, kanadyjska aktorka pochodzenia serbskiego
  - Gian Luca Galletti, włoski ekonomista, polityk
  - Jean-Christophe Grangé, francuski pisarz
  - Forest Whitaker, amerykański aktor
- 16 lipca:
  - Takeshi Ōki, japoński piłkarz, trener
  - Artur Płokszto, litewski fizyk, polityk pochodzenia polskiego
  - Ireneusz Serwotka, polski samorządowiec, starosta wodzisławski, działacz piłkarski (zm. 2024)
- 17 lipca:
  - António Costa, portugalski samorządowiec, polityk, burmistrz Lizbony, premier Portugalii
  - Arturo Fajardo, urugwajski duchowny katolicki, biskup Salto
  - Nektariusz (Frołow), rosyjski biskup prawosławny
  - Pekka Heino, szwedzki dziennikarz i prezenter telewizyjny pochodzenia fińskiego
  - Blair Horn, kanadyjski wioślarz
  - Jonathan Potts, kanadyjski aktor
  - Nauris Puntulis, łotewski śpiewak operowy, polityk
  - Veton Surroi, kosowski dziennikarz, polityk
  - Zbigniew Zamachowski, polski aktor, lektor, kompozytor
- 18 lipca:
  - Luis Flores, meksykański piłkarz
  - Antony Kakkanatt, indyjski duchowny syromalankarski
  - Conny Kissling, szwajcarska narciarka dowolna
  - Elizabeth McGovern, amerykańska aktorka
  - Alan Pardew, angielski piłkarz, trener
  - Lech Przeczek, czeski prozaik, poeta pochodzenia polskiego
  - Pasi Rautiainen, fiński piłkarz, trener
- 19 lipca:
  - Marija Fiłatowa, rosyjska gimnastyczka
  - Dariusz Kubiak, polski polityk, poseł na Sejm RP
  - Niall Mackenzie, brytyjski motocyklista wyścigowy
  - Hideo Nakata, japoński reżyser filmowy
  - Campbell Scott, amerykański aktor, reżyser, scenarzysta i producent filmowy
- 20 lipca:
  - Batista, brazylijski piłkarz
  - Dermot Hudson, brytyjski aktywista
  - Aleksandr Jewgienjew, rosyjski lekkoatleta, sprinter
  - Jarosław Rusiecki, polski socjolog, polityk, poseł na Sejm i senator RP
  - Ria Visser, holenderska łyżwiarka szybka
- 21 lipca:
  - Morris Iemma, australijski polityk, premier Nowej Południowej Walii
  - Valdir Mamede, brazylijski duchowny katolicki, biskup Catanduvy
  - Jim Martin, amerykański gitarzysta, kompozytor, członek zespołów: Faith No More, Voodoocult, The Behemoth, Primus, Lynyrd Skynyrd i Spastik Children
- 22 lipca:
  - Wiesław Kupczak, polski aktor
  - Pat McDonough, amerykański kolarz torowy
  - Libor Pala, czeski trener piłkarski
  - Porfiry (Perić), serbski biskup prawosławny
  - Irina Rozanowa, rosyjska aktorka
  - Aram Sarkisjan, ormiański polityk, premier Armenii
- 23 lipca:
  - Michael Durant, amerykański wojskowy, pilot, biznesmen, pisarz i polityk
  - Antoine Carr, amerykański koszykarz
  - Vikram Chandra, indyjski pisarz
  - Martin Gore, brytyjski muzyk, wokalista, członek zespołu Depeche Mode
  - Woody Harrelson, amerykański aktor
  - Mário da Silva, portugalski lekkoatleta, średnio- i długodystansowiec
  - Rob Stewart, kanadyjski aktor, scenarzysta i reżyser filmowy
- 24 lipca:
  - Teresa Jiménez-Becerril Barrio, hiszpańska polityk
  - Jacek Kowalik, polski nauczyciel, polityk, poseł na Sejm RP
  - Mario Mauro, włoski polityk
  - Alfred Schlert, amerykański duchowny katolicki, biskup Allentown
- 25 lipca:
  - Roberto Dotti, włoski kolarz torowy
  - Bobbie Eakes, amerykańska aktorka, piosenkarka
  - Jacek Kucaba, polski rzeźbiarz
  - Katherine Kelly Lang, amerykańska aktorka, fotomodelka
  - Åsa Wikforss, szwedzka filozof i pisarka
- 26 lipca:
  - Jean-Pierre Améris, francuski reżyser i scenarzysta filmowy.
  - Gary Cherone, amerykański muzyk, wokalista, członek zespołu Extreme
  - Iołanda Czen, rosyjska lekkoatletka, skoczkini w dal i trójskoczkini
  - David Heyman, brytyjski aktor, producent filmowy
  - Jacques Danka Longa, togijski duchowny katolicki, biskup Kary
  - Keiko Matsui, japońska pianistka
  - Zbigniew Suszyński, polski aktor
  - Robert Verbeek, holenderski piłkarz, trener
  - Aleksandr Wasiljew, białoruski lekkoatleta, płotkarz
- 27 lipca:
  - Massimo Brunelli, włoski kolarz szosowy i torowy
  - Daniel Burbank, amerykański pilot wojskowy, inżynier, astronauta
  - Waldemar Prusik, polski piłkarz
  - Jim Scherr, amerykański zapaśnik
  - William Scherr, amerykański zapaśnik
  - Rebecca Staab, amerykańska aktorka
  - Dariusz Szlachetko, polski botanik
  - Claudio Vandelli, włoski kolarz szosowy i przełajowy
- 28 lipca:
  - Yannick Dalmas, francuski kierowca wyścigowy
  - René Jacquot, francuski bokser
  - Sławomir Jeneralski, polski dziennikarz, polityk, poseł na Sejm RP
  - Scott Parazynski, amerykański astronauta pochodzenia polskiego
- 29 lipca:
  - Kęstutis Kristinaitis, litewski inżynier, przedsiębiorca, polityk
  - Lucyna Matuszna, polska hokeistka na trawie
  - Massimo Podenzana, włoski kolarz szosowy
  - Bartłomiej Sienkiewicz, polski historyk, publicysta, polityk, minister spraw wewnętrznych, poseł na Sejm RP
- 30 lipca:
  - Dariusz Dudek, polski prawnik, konstytucjonalista, wykładowca akademicki
  - Laurence Fishburne, amerykański aktor, reżyser i producent filmowy
  - Cajetan Francis Osta, indyjski duchowny katolicki, biskup Muzaffarpur
- 31 lipca:
  - Paul Duchesnay, kanadyjsko-francuski łyżwiarz figurowy
  - Stanisław Jurcewicz, polski inżynier, samorządowiec, polityk, senator RP
  - Longin (Korczagin), rosyjski biskup prawosławny
  - Agneta Mårtensson, szwedzka pływaczka
  - Awerof Neofitu, cypryjski ekonomista, polityk
- 1 sierpnia:
  - Allen Berg, kanadyjski kierowca wyścigowy
  - Danny Blind, holenderski piłkarz, trener
  - Imad Chamis, syryjski polityk, premier Syrii
  - Krzysztof Filipek, polski rolnik, związkowiec, polityk, poseł na Sejm RP
  - Javier Hernández, meksykański piłkarz
  - Andrew Nicholson, nowozelandzki jeździec sportowy
- 2 sierpnia:
  - Pete de Freitas, brytyjski muzyk i producent muzyczny (zm. 1989)
  - Cui Jian, chiński piosenkarz, muzyk, aktor
  - Sugao Kambe, japoński piłkarz, trener
  - Beata Łuczak, polska aktorka
  - Bogdan Pamuła, polski koszykarz, trener
  - Carmen Pimentel, peruwiańska siatkarka
  - Tatiana Rosová, słowacka socjolog, polityk
  - Gustav Weder, szwajcarski bobsleista
- 3 sierpnia:
  - Molly Hagan, amerykańska aktorka
  - Félix Izeta Txabarri, hiszpański szachista narodowości baskijskiej
  - Mirab Kiszmarija, abchaski generał armii, polityk
  - Tomasz Ławniczak, polski polityk, samorządowiec, poseł na Sejm RP
  - Uschi Zietsch, niemiecka pisarka
- 4 sierpnia:
  - Bożena Gniedziuk, polska piłkarka ręczna (zm. 2014)
  - Andrij Kurhanski, ukraiński przedsiębiorca, polityk, działacz piłkarski
  - Chris Landreth, amerykański twórca filmów animowanych
  - Barack Obama, amerykański polityk pochodzenia kenijskiego, senator, prezydent USA, laureat Pokojowej Nagrody Nobla
  - Lauren Tom, amerykańska aktorka
- 5 sierpnia:
  - Mercedes Aráoz, peruwiańska ekonomistka, polityk, wiceprezydent i premier Peru
  - Dario Bonetti, włoski piłkarz, trener
  - Peter Chung Soon-taek, południowokoreański duchowny katolicki, biskup pomocniczy seulski
  - Mykoła Diadiura, ukraiński dyrygent
  - Tawny Kitaen, amerykańska aktorka, modelka (zm. 2021)
  - Greg Kite, amerykański koszykarz
  - Henri Stambouli, francuski piłkarz, bramkarz, trener (zm. 2023)
- 6 sierpnia:
  - Jozef Kollár, słowacki ekonomista, polityk
  - Kjell Westö, fiński poeta, eseista, prozaik, dziennikarz pochodzenia szwedzkiego
- 7 sierpnia:
  - Jelena Dawydowa, rosyjska gimnastyczka
  - Jarosław Idzi, polski pięcioboista nowoczesny, dziennikarz sportowy
  - Gesine Lötzsch, niemiecka działaczka samorządowa, polityk
  - Maggie Wheeler, amerykańska aktorka
- 8 sierpnia:
  - Martin Callanan, brytyjski polityk
  - Ron Klain, amerykański prawnik, urzędnik państwowy
  - The Edge (Dave Evans), gitarzysta zespołu U2
- 9 sierpnia:
  - Brad Gilbert, amerykański tenisista, trener
  - John Key, nowozelandzki polityk, premier Nowej Zelandii
  - Tomasz Porzeziński, polski trener piłki ręcznej
- 10 sierpnia:
  - Andrzej Czajka, polski polityk, poseł na Sejm RP
  - Jon Farriss, australijski perkusista, członek zespołu INXS
- 11 sierpnia:
  - Craig Ehlo, amerykański koszykarz
  - André Hoffmann, niemiecki łyżwiarz szybki
  - Sunil Shetty, indyjski aktor, producent filmowy
  - Frederick Sturckow, amerykański pilot wojskowy, astronauta
- 12 sierpnia:
  - Violeta Bermúdez, peruwiańska polityk, premier Peru
  - Kristin Krohn Devold, norweska polityk
  - Dieter Landuris, niemiecki aktor
  - Bolesław Pawica, polski reżyser filmowy, twórca teledysków
  - Tetiana Samolenko, ukraińska lekkoatletka, biegaczka długodystansowa
- 13 sierpnia:
  - Marianna Biskup, polska lekkoatletka (zm. 2015)
  - Borjana Krišto, bośniacka polityk, prezydent Federacji Bośni i Hercegowiny
  - Bettine Vriesekoop, holenderska tenisistka stołowa
  - Bobby Williamson, szkocki piłkarz, trener
  - Jarosław Włodarczyk, polski historyk astronomii
- 14 sierpnia:
  - Maciej Maleńczuk, polski bard, poeta, wokalista, członek zespołów: Püdelsi i Homo Twist
  - Francisco Santos Calderón, kolumbijski dziennikarz, polityk
  - Werner Stocker, szwajcarski bobsleista
- 15 sierpnia – Dietmar Mögenburg, niemiecki lekkoatleta, skoczek wzwyż
- 16 sierpnia:
  - Elpidia Carrillo, meksykańska aktorka
  - Santo Gangemi, włoski duchowny katolicki, arcybiskup, nuncjusz apostolski
  - Wioletta Kamińska, polska geograf, wykładowczyni akademicka
  - Ghanim Oraibi, iracki piłkarz
  - Krzysztof Wieczorek, polski pilot cywilny i sportowy
  - Edward Wolanin, polski pianista
- 17 sierpnia:
  - Barry Davis, amerykański zapaśnik
  - Ranko Krivokapić, czarnogórski polityk
  - Aleksandyr Markow, bułgarski piłkarz
  - Gyula Molnár, węgierski inżynier, samorządowiec, polityk
  - Hervé Morin, francuski polityk, prezydent regionu Normandia
  - Lydia Mutsch, luksemburska działaczka samorządowa, polityk
  - Kati Outinen, fińska aktorka
  - Clemens Pickel, niemiecki duchowny katolicki, biskup Saratowa
  - Alexandr Vondra, czeski geograf, dysydent, dyplomara, polityk
- 18 sierpnia:
  - Timothy Geithner, amerykański finansista, polityk
  - Czesław Jakołcewicz, polski piłkarz, trener
  - Johann Passler, włoski biathlonista
  - Glenn Plummer, amerykański aktor
  - Corina Șuteu, rumuńska nauczycielka i działaczka kultury
- 19 sierpnia:
  - Frédéric Antonetti, francuski piłkarz, trener
  - Danuta Bartoszek, polska lekkoatletka, biegaczka średniodystansowa
  - Francesca Comencini, włoska reżyserka i scenarzystka filmowa
  - Leszek Górski, polski pływak, trener (zm. 2025)
  - Marek Grzelaczyk, polski samorządowiec, polityk, prezydent Zamościa, wojewoda zamojski
  - Zbigniew Krzywański, polski gitarzysta, kompozytor, członek zespołów: Republika i Opera
  - Alessandra Sabattini, włoska czcigodna Służebnica Boża (zm. 1984)
  - Luciano Vecchi, włoski samorządowiec, polityk, eurodeputowany
- 20 sierpnia:
  - Bonaventure Djonkep, kameruński piłkarz
  - Greg Egan, amerykański pisarz science fiction, programista
  - Emir Hadžihafizbegović, bośniacki aktor
  - Steve McMahon, angielski piłkarz, trener
  - Manuel Merino, peruwiański polityk, prezydent Peru
  - James Rollins, amerykański pisarz pochodzenia polskiego
- 21 sierpnia:
  - Mitchell Anderson, amerykański aktor
  - Igor Czudinow, kirgiski polityk, premier Kirgistanu
  - Luis Marín de San Martín, hiszpański duchowny katolicki, biskup
  - Nebojša Zorkić, serbski koszykarz
- 22 sierpnia:
  - Aleksandr Dwornikow, rosyjski generał pułkownik
  - Thomas Hoeren, niemiecki prawnik
  - Roland Orzabal, brytyjski wokalista, członek duetu Tears for Fears
  - Debbi Peterson, amerykańska wokalistka, perkusistka, członkini zespołu The Bangles
  - Cezary Żak, polski aktor, reżyser teatralny
- 23 sierpnia:
  - Alexandre Desplat, francuski kompozytor muzyki filmowej
  - Mohammad Bagher Ghalibaf, irański polityk, burmistrz Teheranu
  - Tomás González González, portorykański duchowny katolicki
  - Mykoła Komarow, ukraiński wioślarz
  - Gary Mabbutt, angielski piłkarz
  - Deron McBee, amerykański gracz w racquetballa, aktor
- 24 sierpnia:
  - Mark Bedford, brytyjski muzyk, członek zespołu Madness
  - Izabela Filipiak, polska pisarka
  - Jared Harris, brytyjski aktor
  - Jerzy Polaczek, polski prawnik, polityk, poseł na Sejm RP
- 25 sierpnia:
  - Oleg Bożjew, rosyjski łyżwiarz szybki
  - Francisco Conesa Ferrer, hiszpański duchowny katolicki, biskup Minorki
  - Billy Ray Cyrus, amerykański piosenkarz country, aktor
  - Urs Fehlmann, szwajcarski bobsleista
  - Carlos Muñoz Cobo, hiszpański piłkarz, trener
  - Mirosław Olędzki, polski pisarz, teoretyk literatury
  - Tuija Vuoksiala, fińska biathlonistka
  - Ally Walker, amerykańska aktorka
- 26 sierpnia:
  - Jarosław Czubaty, polski historyk, wykładowca akademicki
  - Daniel Lévi, francuski wokalista, pianista, kompozytor, autor tekstów (zm. 2022)
  - Fahrudin Omerović, bośniacki piłkarz, bramkarz
  - Renata Pękul, polska aktorka
  - Paweł Potoroczyn, polski menedżer kultury, dziennikarz, publicysta, przedsiębiorca, dyplomata
  - Stefano Russo, włoski duchowny katolicki, biskup Fabriano-Matelica
  - Satoko Shimonari, japońska piosenkarka
- 27 sierpnia:
  - Yolanda Adams, amerykańska piosenkarka
  - Jorge Estrada Solórzano, meksykański duchowny katolicki, biskup Gómez Palacio
  - Tom Ford, amerykański projektant mody, reżyser filmowy
  - Marcus Stock, brytyjski duchowny katolicki, biskup Leeds
  - Piotr Szewc, polski prozaik, eseista, poeta
- 28 sierpnia:
  - Kim Appleby, brytyjska piosenkarka, autorka tekstów, aktorka
  - Jennifer Coolidge, amerykańska aktorka
  - Deepak Tijori, indyjski aktor, reżyser, scenarzysta i producent filmowy
  - Jarosław Zygmunt, polski kontradmirał
- 29 sierpnia:
  - Ahmed Aboutaleb, holenderski polityk, samorządowiec, burmistrz Rotterdamu pochodzenia marokańskiego
  - Eddie Calvo, guamski polityk, gubernator Guamu
  - Carsten Fischer, niemiecki hokeista na trawie
  - Robert Herba, polski kierowca rajdowy, kaskader
  - Tomislav Paškvalin, chorwacki piłkarz wodny
- 30 sierpnia – Jyri Häkämies, fiński polityk
- 31 sierpnia:
  - Leonardo D’Ascenzo, włoski duchowny katolicki, arcybiskup Trani-Barletta-Bisceglie
  - Hillary Hoynes, amerykańska ekonomistka
  - Rose Mukantabana, rwandyjska prawnik, obrończyni praw człowieka, polityk
  - Tonino Picula, chorwacki socjolog, samorządowiec, polityk
- 1 września:
  - Christopher Ferguson, amerykański pilot wojskowy, inżynier, astronauta
  - Krzysztof Meissner, polski fizyk
  - Krzysztof Szatrawski, polski pisarz, krytyk literacki i muzyczny
- 2 września:
  - Witold Bendkowski, polski piłkarz
  - Nadija Biełowa, ukraińska biathlonistka, trenerka
  - Marek Czeszkiewicz, polski prawnik, prokurator, adwokat, członek Trybunału Stanu
  - Nadeżda Georgiewa, bułgarska lekkoatletka, sprinterka
  - Toshinobu Katsuya, japoński piłkarz
  - Oscar Magrini, brazylijski aktor
  - Julian Malicki, polski fizyk, radiolog, wykładowca akademicki
  - Claude Puel, francuski piłkarz, trener
  - Carlos Valderrama, kolumbijski piłkarz
- 3 września:
  - Luís Castro, portugalski piłkarz, trener
  - Bronislovas Matelis, litewski dziennikarz, polityk
  - Michael Schulz, niemiecki piłkarz
- 4 września:
  - Dorota Bielska, polska hokeistka na trawie
  - Bernard Casoni, francuski piłkarz, trener
  - Cédric Klapisch, francuski reżyser i scenarzysta filmowy
  - Beata Paluch, polska aktorka
  - Jerzy Terlecki, polski samorządowiec, burmistrz Polanicy-Zdroju
  - Jan van Zanen, holenderski polityk, burmistrz Hagi
- 5 września:
  - Marc-André Hamelin, kanadyjski pianista, kompozytor
  - Sal Solo, brytyjski muzyk, wokalista, producent muzyczny
- 6 września:
  - Scott Travis, brytyjski perkusista, członek zespołu Judas Priest
  - Paul Waaktaar-Savoy, norweski gitarzysta, członek zespołu A-ha
- 7 września:
  - Irena Bogoczová, czeska językoznawczyni, slawistka, wykładowczyni akademicka
  - Jochen Horst, niemiecki aktor
  - Anna Malewska-Szałygin, polska etnolog, wykładowczyni akademicka
  - Chris Owens, kanadyjsko-amerykański aktor
  - Maciej Sikała, polski saksofonista, kompozytor, pedagog
  - József Szájer, węgierski prawnik, polityk, eurodeputowany
  - Jean-Yves Thibaudet, francuski pianista
- 8 września:
  - Anđela Frančić, chorwacka językoznawczyni
  - Maciej Tomaszewski, polski aktor
- 9 września:
  - Jan-Eric Antonsson, szwedzki badmintonista
  - Arkadij Batałow, ukraiński piłkarz, bramkarz, trener pochodzenia rosyjskiego
  - Matjaž Kek, słoweński piłkarz, trener
  - Pietro Lagnese, włoski duchowny katolicki, biskup Ischii
  - Marek Podsiadło, polski piłkarz, trener
  - Andrej Wiadziernikau, białoruski mistrz japońskich sztuk walki
- 10 września:
  - Andrzej Dera, polski prawnik, polityk, poseł na Sejm RP
  - Jörg Freimuth, niemiecki lekkoatleta, skoczek wzwyż
  - Alberto Núñez Feijóo, hiszpański polityk, prezydent Galicji
  - Dimitrie Popescu, rumuński wioślarz (zm. 2023)
  - Wesley Simina, mikronezyjski polityk, prezydent Mikronezji
  - Marisa Sistach, meksykańska reżyserka, scenarzystka, montażystka i producentka filmowa
  - Ian Stewart, północnoirlandzki piłkarz
- 11 września:
  - Elizabeth Daily, amerykańska aktorka
  - Giovanni Evangelisti, włoski lekkoatleta, skoczek w dal
  - Marzanna Helbik, polska lekkoatletka, biegaczka długodystansowa
  - Virginia Madsen, amerykańska aktorka
  - Laurent Percerou, francuski duchowny katolicki, biskup Moulins
  - Jolanta Wilk, polska aktorka
- 12 września:
  - Mylène Farmer, francuska piosenkarka
  - Luca Romagnoli, włoski polityk, wykładowca akademicki
- 13 września:
  - Luigi Brugnaro, włoski polityk, burmistrz Wenecji
  - Andrea Eder-Gitschthaler, austriacka polityczka
  - Tom Holt, amerykański pisarz
  - Marek Kasprzyk, polski aktor
  - Dave Mustaine, amerykański wokalista, gitarzysta, członek zespołu Megadeth
  - Peter Roskam, amerykański polityk, kongresman ze stanu Illinois
  - Piotr Rzepka, polski piłkarz, trener
  - Ewa Śliwa, polska lekkoatletka, skoczkini w dal
- 14 września:
  - Isabelle Dorsimond, belgijska wspinaczka sportowa
  - Wojciech Gawenda, polski artysta kabaretowy, aktor i konferansjer
  - Martina Gedeck, niemiecka aktorka
  - Grzegorz Ojrzyński, polski artysta fotograf
- 15 września:
  - Cathy Bałdysz, polska brydżystka
  - Frank Emmelmann, niemiecki lekkoatleta, sprinter
  - Bengt Fjällberg, szwedzki narciarz alpejski
  - John Kim Son-tae, południowokoreański duchowny katolicki, biskup Jeonju
  - Dan Marino, amerykański futbolista pochodzenia włosko-polskiego
  - Damián Nannini, argentyński duchowny katolicki, biskup San Miguel
  - Ute Oberhoffner, niemiecka saneczkarka
  - Mihhail Stalnuhhin, estoński samorządowiec, polityk pochodzenia rosyjskiego
- 16 września:
  - Marek Dochnal, polski przedsiębiorca
  - Jadwiga Wojciechowska, polska siatkarka
- 17 września:
  - Pamela Melroy, amerykańska astronautka
  - Artur Pawłowski, polski fotoreporter
  - Michael J. Sullivan, amerykański pisarz fantasy i science-fiction
- 18 września – Iñigo Urkullu, hiszpański polityk, prezydent Kraju Basków
- 19 września:
  - Luís Paulo Alves, portugalski ekonomista, polityk, eurodeputowany
  - Artur Ekert, polski fizyk, wykładowca akademicki
  - Josimar, brazylijski piłkarz
  - Arben Malaj, albański ekonomista, polityk
- 20 września:
  - Krzysztof Dracz, polski aktor
  - Caroline Flint, amerykańska polityk
  - Roberto Genuin, włoski duchowny katolicki, generał zakonu kapucynów
  - Waldemar Jakubaszek, polski samorządowiec, wicemarszałek województwa lubelskiego
  - Erwin Koeman, holenderski piłkarz, trener
  - Mark Rivituso, amerykański duchowny katolicki, biskup pomocniczy St. Louis
- 21 września:
  - Philippe Anziani, francuski piłkarz, trener
  - Fabio Ciollaro, włoski duchowny katolicki
  - Andrzej Kotoński, polski hokeista
  - Robert Nemcsics, słowacki polityk
  - Nancy Travis, amerykańska aktorka
- 22 września:
  - Virgílio Antunes, portugalski duchowny katolicki, biskup Coimbry
  - Scott Baio, amerykański aktor
  - Marek Cichucki, polski aktor
  - Liam Fox, brytyjski polityk
  - Bonnie Hunt, amerykańska aktorka
  - Catherine Oxenberg, amerykańska aktorka
- 23 września:
  - Piotr Biskupski, polski perkusista jazzowy
  - Bruce Cohen, amerykański producent filmowy, telewizyjny i teatralny
  - Gintaras Grušas, litewski duchowny katolicki, arcybiskup metropolita wileński
  - Phyllis Hines, amerykańska kolarka szosowa
  - Chi McBride, amerykański aktor, producent filmowy
  - Röwşen Muhadow, turkmeński piłkarz, trener
  - Dariusz Opolski, polski piłkarz, bramkarz
  - William McCool, amerykański astronauta (zm. 2003)
  - Jānis Reirs, łotewski polityk
- 24 września:
  - Pierre Cosso, francuski aktor, piosenkarz pochodzenia algierskiego
  - Nancy Garapick, kanadyjska pływaczka
  - John Logan, amerykański dramaturg, scenarzysta i producent filmowy
- 25 września:
  - Heather Locklear, amerykańska aktorka
  - Ireneusz Nalazek, polski siatkarz
  - Ronnie Whelan, irlandzki piłkarz, trener
  - Tim Zoehrer, australijski krykiecista
- 26 września:
  - Alexander Wilhelm Armin Kellner, brazylijski paleontolog pochodzący z Liechtensteinu
  - Marianne Mikko, estońska dziennikarka, polityk
  - Will Self, brytyjski pisarz
  - Krzysztof Wałecki, polski muzyk rockowy
- 27 września:
  - Andy Lau, hongkoński aktor, piosenkarz, autor tekstów
  - Waldemar Matysik, polski piłkarz, trener
  - Jean-Marc Rozon, kanadyjski narciarz dowolny
  - Sławomir Szczęśniak, polski dziennikarz, aktor niezawodowy, piosenkarz, raper, autor programów telewizyjnych
- 28 września:
  - Jordanka Donkowa, bułgarska lekkoatletka, płotkarka
  - Paweł Mścisławski, polski basista, członek zespołów: Oddział Zamknięty i Lady Pank
  - Tatiana de Rosnay, francuska pisarka
  - Tifatul Sembiring, indonezyjski polityk
  - Tineke Strik, holenderska działaczka samorządowa, polityk, eurodeputowana
  - Lenita Toivakka, fińska polityk
- 29 września:
  - Norberto Bocchi, włoski brydżysta
  - Julia Gillard, australijska polityk, premier Australii
  - Tobias Hoesl, niemiecki aktor
  - Jacek Kawalec, polski aktor
  - Zoran Tegeltija, bośniacki polityk i ekonomista, premier Bośni i Hercegowiny
- 30 września:
  - Crystal Bernard, amerykańska aktorka, piosenkarka
  - Bogdan Konopka, polski lekarz weterynarii, doktor nauk rolniczych, urzędnik państwowy
  - Hidde Kruize, holenderski hokeista na trawie
  - Christian Matthey, szwajcarski piłkarz
  - Ivan Štefanec, słowacki menedżer, polityk, eurodeputowany
  - Katalin Sterk, węgierska lekkoatletka, skoczkini wzwyż
  - Eric Stoltz, amerykański aktor, reżyser i producent filmowy
- 1 października:
  - Jesús Barrios, kolumbijski piłkarz
  - Thomas von Heesen, niemiecki piłkarz, trener
  - Dominique Martin, francuski samorządowiec, polityk, eurodeputowany
  - Walter Mazzarri, włoski piłkarz, trener
  - Olga Sawicka, polska aktorka, reżyserka dubbingu
  - Gabriel Tobor, polski nauczyciel, samorządowiec, burmistrz Radzionkowa
- 2 października – Dan Corneliusson, szwedzki piłkarz
- 3 października:
  - Ginés Ramón García Beltrán, hiszpański duchowny katolicki, biskup Getafe
  - Ludger Stühlmeyer, niemiecki kierownik muzyczny, kompozytor i kantor
- 4 października:
  - Hubertus van Megen, holenderski duchowny katolicki, arcybiskup, nuncjusz apostolski
  - Jon Secada, kubański piosenkarz, autor tekstów
  - Zoran Vulić, chorwacki piłkarz, trener
- 5 października:
  - Pato Banton, brytyjski muzyk reggae
  - Jacek Kurzępa, polski polityk, socjolog, poseł na Sejm RP
  - Piotr Morawiec, polski gitarzysta, członek zespołu Kult
  - Mark Phillips, gujański polityk, premier Gujany
- 6 października:
  - Katrin Dörre, niemiecka lekkoatletka, maratonka
  - Okil Khamidov, tadżycko-polski reżyser telewizyjny i filmowy
  - Miyuki Matsuda, japońska aktorka
  - Barbara Simmonds, brytyjska lekkoatletka, skoczkini wzwyż
- 7 października:
  - Matthias Brandt, niemiecki aktor
  - Andrzej Kowalski, polski komandor
  - Dariusz Łukasiewicz, polski historyk, wykładowca akademicki
  - Thomas Perez, amerykański polityk
  - Zlatko Petričević, chorwacki piłkarz, trener, przedsiębiorca
- 8 października:
  - Leszek Bonna, polski samorządowiec i przedsiębiorca, wicemarszałek województwa pomorskiego
  - Maria Cristina Messa, włoska badaczka i wykładowczyni akademicka
  - Marek Kachaniak, polski pilot sportowy
  - Janusz Wojdyga, polski siatkarz, trener
- 9 października:
  - Julian Bailey, brytyjski kierowca wyścigowy
  - Gyula Hajszán, węgierski piłkarz
  - Wolfgang Knaller, austriacki piłkarz, bramkarz
  - Stéphane Sanseverino, francuski piosenkarz pochodzenia włoskiego
- 10 października:
  - Jodi Benson, amerykańska aktorka
  - Éric Berthon, francuski narciarz dowolny
  - Ferdinando De Giorgi, włoski siatkarz, trener
  - Brian Diemer, amerykański lekkoatleta, długodystansowiec
  - Bonita Friedericy, amerykańska aktorka
  - Jean-Marc Leclercq, francuski piosenkarz, esperantysta
  - Danuta Stenka, polska aktorka
- 11 października:
  - Hany Abu-Assad, palestyński reżyser, scenarzysta i producent filmowy
  - Amr Diab, egipski piosenkarz, muzyk
  - Piotr Gutowski, polski filozof, historyk filozofii, profesor nauk humanistycznych
- 12 października:
  - Chendo, hiszpański piłkarz
  - Eugeniusz Popowicz, polski duchowny katolicki obrządku bizantyjsko-ukraińskiego, arcybiskup metropolita przemysko-warszawski
- 13 października:
  - Derek Harper, amerykański koszykarz
  - Tommy Karls, szwedzki kajakarz
  - Mirosław Lewandowski, polski prawnik, polityk, poseł na Sejm RP
  - Doc Rivers, amerykański koszykarz, trener
  - Abderrahmane Sissako, maureatański reżyser, scenarzysta i producent filmowy
  - Barbara Szeliga, polska aktorka
- 14 października:
  - Romulus Gabor, rumuński piłkarz
  - Parmeet Sethi, indyjski aktor
  - Gary Taylor, walijski sztangista, kulturysta, trójboista siłowy, strongman pochodzenia kanadyjskiego
- 15 października:
  - Mikael Appelgren, szwedzki tenisista stołowy
  - Neil Collins, angielski żużlowiec
  - Jerzy Kowalik, polski piłkarz, trener
  - Sławomir Świerzyński, polski wokalista, lider zespołu Bayer Full
  - Jon Uriarte, argentyński siatkarz, trener
- 16 października:
  - Dariusz Bugalski, polski poeta, dziennikarz
  - Jarosław Katulski, polski lekarz, samorządowiec, polityk, poseł na Sejm RP
  - Yahiro Kazama, japoński piłkarz, trener
  - Dorota Koman, polska poetka
  - Marc Levy, francuski pisarz
  - Gérard Sartoro, francuski zapaśnik
  - Piotr Skrobowski, polski piłkarz
  - Irfan Smajlagić, chorwacki piłkarz ręczny
  - Randy Vasquez, amerykański aktor pochodzenia meksykańskiego
  - Kim Wayans, amerykańska aktorka
- 17 października:
  - Janusz Grudziński, polski muzyk, kompozytor, członek zespołu Kult (zm. 2023)
  - Adam Kaczmarek, polski strzelec sportowy (zm. 2024)
  - Vaclavas Kidykas, litewski lekkoatleta, dyskobol
  - Kamandar Madżydow, białoruski zapaśnik
- 18 października:
  - Guram Adżojew, rosyjski piłkarz pochodzenia kurdyjskiego
  - Othmane Belfaa, algierski lekkoatleta, skoczek wzwyż
  - Wynton Marsalis, amerykański trębacz jazzowy, kompozytor
  - Siergiej Rachmanin, rosyjski pilot akrobacyjny
- 19 października:
  - Ihor Driżczany, ukraiński generał, polityk
  - Juan Carlos Navarro, panamski przedsiębiorca, ekolog, polityk
  - Kevin O’Callaghan, irlandzki piłkarz
- 20 października:
  - Kate Mosse, brytyjska pisarka
  - Ian Rush, walijski piłkarz
  - Les Stroud, kanadyjski muzyk, reżyser filmowy
- 21 października:
  - Pablo Arraya, peruwiański tenisista pochodzenia argentyńskiego
  - René Casados, meksykański aktor
  - Peter Olsson, szwedzki basista, członek zespołu Europe
  - Douglas Partie, amerykański siatkarz
  - Manuel Vílchez, wenezuelski bokser
- 22 października:
  - Mark Morgan, amerykański kompozytor
  - Barbara Potter, amerykańska tenisistka
  - Robert Torti, amerykański aktor
  - Dietmar Woidke, niemiecki polityk, premier Brandenburgii
- 23 października:
  - Laurie Halse Anderson, amerykańska autorka książek dla dzieci i młodzieży
  - David Kitay, amerykański kompozytor muzyki filmowej
  - Tomasz Olbratowski, polski dziennikarz, satyryk, felietonista
  - Andoni Zubizarreta, hiszpański piłkarz, bramkarz narodowości baskijskiej
- 24 października:
  - Mary Bono, amerykańska aktorka
  - Susan Kilrain, amerykańska inżynier, oficer US Navy, pilotka doświadczalna, astronautka
- 25 października:
  - John Sivebæk, duński piłkarz
  - Chad Smith, amerykański perkusista, członek zespołu Red Hot Chili Peppers
  - Alison Webb, kanadyjska judoczka
- 26 października:
  - Manuel Estiarte, hiszpański piłkarz wodny
  - Uhuru Kenyatta, kenijski polityk, prezydent Kenii
  - Dylan McDermott, amerykański aktor
- 27 października:
  - Orlando Cáceres, portorykański zapaśnik
  - Håkan Hardenberger, szwedzki trębacz
  - Paolo Mazza, sanmaryński piłkarz
  - Margaret Mazzantini, włoska aktorka, pisarka pochodzenia irlandzkiego
  - Iwona Schymalla, polska dziennikarka
  - Aleksi Żelazkow, bułgarski piłkarz, trener
- 28 października:
  - Miroslav Doležalík, czeski hokeista, trener
  - Charles Morerod, szwajcarski duchowny katolicki, biskup Lozanny, Genewy i Fryburga
  - Florencio Paredes Cruz, argentyński duchowny katolicki, prałat terytorialny Humahuaca
- 29 października:
  - Per-Inge Bengtsson, szwedzki kajakarz
  - Tomasz Chłoń, polski hungarysta, dyplomata
  - Nathaniel Crosby, amerykański golfista
  - Randy Jackson, amerykański wokalista, muzyk
  - Cornelia Oschkenat, niemiecka lekkoatletka, płotkarka
  - Algimantas Valantinas, litewski prawnik, sędzia, prokurator generalny
- 30 października:
  - Rauno Bies, fiński strzelec sportowy
  - Ronald Garan, amerykański pilot wojskowy, inżynier, astronauta
  - Dmitrij Muratow, rosyjski dziennikarz, laureat Nagrody Nobla
  - Joe Heck, amerykański polityk
  - Eamon Martin, irlandzki duchowny katolicki, arcybiskup Aragh
  - Jeorjos Papakonstandinu, grecki ekonomista, polityk
  - Ralf Sievers, niemiecki piłkarz
  - Siergiej Szestakow, rosyjski piłkarz, trener
- 31 października:
  - Alonzo Babers, amerykański lekkoatleta, sprinter
  - Mark Buchanan, amerykański fizyk teoretyczny
  - Sterling Hinds, kanadyjski lekkoatleta, sprinter
  - Peter Jackson, nowozelandzki reżyser, scenarzysta i producent filmowy
  - Larry Mullen, irlandzki perkusista, członek zespołu U2
  - Iurie Roșca, mołdawski dziennikarz, polityk
- 1 listopada:
  - Ana Helena Chacón, kostarykańska polityczka i dyplomatka
  - Piotr Dobosz, polski prawnik
  - Anne Donovan, amerykańska koszykarka (zm. 2018)
  - Nicky Grist, walijski pilot rajdowy
  - Petr Pavel, czeski generał, prezydent Czech
  - Maria Elvira Salazar, amerykańska dziennikarka, polityk, kongreswoman
  - Jolanta Szulc, polska lekarka, działaczka samorządowa, wicemarszałek województwa warmińsko-mazurskiego
- 2 listopada:
  - Wiktor Hryszko, ukraiński piłkarz, bramkarz, trener
  - Sigrid Kaag, holenderska dyplomatka, polityk
  - Elke Kahr, austriacka polityk, burmstrz Grazu
  - Dariusz Kęcik, polski okulista
  - k.d. lang, kanadyjska piosenkarka, kompozytorka, autorka tekstów
  - Stefan (Priwałow), rosyjski biskup prawosławny
- 3 listopada:
  - David Armstrong-Jones, brytyjski arystokrata, członek rodziny królewskiej
  - Sven Habermann, kanadyjski piłkarz, bramkarz pochodzenia niemieckiego
  - Moeketsi Majoro, lesotyjski polityk, premier Lesotho
- 4 listopada:
  - Stanislav Griga, słowacki piłkarz, trener
  - Lars Jakobsen, duński piłkarz
  - Ralph Macchio, amerykański aktor, producent filmowy
  - Catalien Neelissen, holenderska wioślarka
  - Esa Pekonen, fiński piłkarz
  - Nigel Worthington, północnoirlandzki piłkarz, trener
- 5 listopada:
  - György Bognár, węgierski piłkarz
  - Charles Hobaugh, amerykański astronauta
  - Andrzej Schubert, polski hokeista
- 6 listopada:
  - Kazuhiko Aoki, japoński projektant gier komputerowych i wideo
  - Krystyna Bartol, polska filolog klasyczna, profesor
  - Inger Björkbom, szwedzka biathlonistka
  - Craig Goldy, amerykański gitarzysta, członek zespołu Dio
  - Zbigniew Nosowski, polski dziennikarz, publicysta, działacz katolicki
  - Florent Pagny, francuski piosenkarz, kompozytor, autor tekstów, aktor
  - Jolanta Tarasiuk, polska biochemik, profesor
- 7 listopada:
  - Siarhiej Alejnikau, białoruski piłkarz, trener
  - Igor Glek, niemiecki szachista, trener, działacz i dziennikarz szachowy pochodzenia rosyjskiego
  - Mark Hateley, angielski piłkarz
  - Robert Kwiatkowski, polski przedsiębiorca, polityk, poseł na Sejm RP
- 8 listopada:
  - Islom Axmedov, uzbecki piłkarz, trener
  - Martin Ďurinda, słowacki wokalista, gitarzysta, kompozytor, członek zespołu Tublatanka
  - Seán Haughey, irlandzki polityk
  - Alexis Mendoza, kolumbijski piłkarz, trener
  - Mauro Numa, włoski florecista
  - Anna Poppek, polska dziennikarka, publicystka (zm. 2013)
  - Tadeusz Świątek, polski piłkarz
- 9 listopada:
  - Marc L. Greenberg, amerykański językoznawca, slawista, wykładowca akademicki
  - Tommy Knudsen, duński żużlowiec
  - Radosław Kot, polski tłumacz, dziennikarz
- 10 listopada:
  - Wojciech Borzuchowski, polski przedsiębiorca, polityk, poseł na Sejm RP
  - Agnieszka Lachowicz-Ochędalska, polska lekarka, endokrynolog, wykładowca akademicki (zm. 2008)
  - Franco Navarro, peruwiański piłkarz, trener
  - Jari Nurminen, fiński kierowca wyścigowy
  - Andriej Zienkow, rosyjski biathlonista
- 11 listopada:
  - Tonči Gabrić, chorwacki piłkarz, bramkarz (zm. 2024)
  - Matt Ghaffari, amerykański zapaśnik pochodzenia irańskiego
  - Grzegorz Kozak, polski dziennikarz
  - Janusz Kubiak, polski prawnik, adwokat, polityk, senator RP
  - Milton, brazylijski piłkarz
- 12 listopada:
  - Nadia Comăneci, rumuńska gimnastyczka
  - Enzo Francescoli, urugwajski piłkarz
  - Lidia Zgajewska, polska hokeistka na trawie
- 13 listopada:
  - Mahamat Kamoun, środkowoafrykański polityk, premier Republiki Środkowoafrykańskiej
  - José Ignacio Munilla Aguirre, hiszpański duchowny katolicki, biskup San Sebastián
  - Lech Piasecki, polski kolarz szosowy
  - Tomasz Posadzki, polski prawnik, prezydent Gdańska
- 14 listopada:
  - Krzysztof Bujar, polski hokeista (zm. 2023)
  - Karsten Polky, niemiecki zapaśnik
  - D.B. Sweeney, amerykański aktor, reżyser, producent filmowy i scenarzysta pochodzenia irlandzkiego
- 15 listopada:
  - Zoltán Adorján, węgierski żużlowiec
  - Damian Holecki, polski piosenkarz, pianista, kompozytor, autor tekstów, producent muzyczny
  - Anthony Poola, indyjski duchowny rzymskokatolicki
  - Jarosław Szwec, polski aktor
  - Dorota Załęczna, polska hokeistka na trawie
- 16 listopada:
  - Frank Bruno, brytyjski bokser
  - Corinne Hermès, francuska piosenkarka
  - Włodzimierz Karpiński, polski chemik, polityk, samorządowiec, minister skarbu państwa, poseł na Sejm RP
  - Henryk Kusza, polski judoka, trener, działacz sportowy
  - Arie Slob, holenderski polityk
  - Gina Torrealva, peruwiańska siatkarka
- 17 listopada:
  - Zoran Šorov, jugosłowiański zapaśnik
  - Iis Sugianto, indonezyjska piosenkarka
  - Pat Toomey, amerykański polityk, senator
  - Roman Zimka, polski inżynier samorządowiec, prezydent Krosna
- 18 listopada:
  - Nick Chinlund, amerykański aktor
  - Siergiej Gorłukowicz, rosyjski piłkarz, trener pochodzenia białoruskiego
  - Steven Moffat, brytyjski scenarzysta i producent telewizyjny
  - Alois Reinhardt, niemiecki piłkarz, trener
- 19 listopada:
  - Shawn Moran, amerykański żużlowiec
  - Meg Ryan, amerykańska aktorka
  - Bogdan Wenta, polski piłkarz ręczny, trener, polityk, samorządowiec, eurodeputowany, prezydent Kielc
- 20 listopada:
  - Phil Joanou, amerykański reżyser filmowy
  - Urmas Kaldvee, estoński biathlonista
  - Erol Kemah, turecki zapaśnik
  - Shaun Wallace, brytyjski kolarz torowy i szosowy
  - Dave Watson, angielski piłkarz
- 21 listopada:
  - Grzegorz Bral, polski reżyser teatralny
  - Michael Kwiatkowski, ukraiński biskup greckokatolicki obrządku bizantyjsko-ukraińskiego
  - Abel Murcia, hiszpański nowelista, poeta, tłumacz
  - João Pinto, portugalski piłkarz
- 22 listopada:
  - Alemão, brazylijski piłkarz
  - Mariel Hemingway, amerykańska aktorka
  - Lea Henry, amerykańska koszykarka, trenerka
  - Bogusław Marcin Majewski, polski dziennikarz, dyplomata
  - Randal L. Schwartz, amerykański programista
- 23 listopada:
  - Keith Ablow, amerykański psychiatra, pisarz
  - Mirosław Bąk, polski piłkarz
  - Anton Coșa, rumuński duchowny katolicki, biskup Kiszyniowa, teolog
  - Clemente Domingo Hernández, kubański piłkarz, trener
  - Edward Lohse, amerykański duchowny katolicki
  - Sebastian (Osokin), rosyjski biskup prawosławny
  - John Schnatter, amerykański przedsiębiorca
- 24 listopada:
  - Piotr Korczak, polski wspinacz
  - Arundhati Roy, indyjska pisarka, działaczka ruchu alterglobalistycznego,
  - Jakub Sienkiewicz, polski lekarz neurolog, muzyk, wokalista, lider zespołu Elektryczne Gitary
  - Mark Winegardner, amerykański pisarz
- 25 listopada:
  - Ewa Katarzyna Czaczkowska, polska historyk
  - Arkadiusz Czech, polski nauczyciel, samorządowiec, burmistrz Tarnowskich Gór
  - Andreas Zingerle, włoski biathlonista
- 26 listopada: 
  - Peter Angkyier, ghański duchowny katolicki, biskup Damongo
  - Andrzej Halicki, polski polityk
  - Szymon Peszat, polski matematyk, wykładowca akademicki
  - Isabelle Thomas, francuska polityk, działaczka samorządowa, polityk, eurodeputowana
- 27 listopada:
  - Samantha Bond, brytyjska aktorka
  - Norbert Dickel, niemiecki piłkarz, spiker stadionowy, komentator radiowy
  - Tadeusz Gruszka, polski inżynier mechanik, samorządowiec, polityk, senator RP
  - Mariana Leka, albańska śpiewaczka operowa (mezzosopran)
  - Roman Řehounek, czeski kolarz torowy
  - Grażyna Różańska-Pawłowska, polska wioślarka
- 28 listopada:
  - Martin Clunes, brytyjski aktor, komik, reżyser filmowy
  - Alfonso Cuarón, meksykański reżyser, scenarzysta, montażysta i producent filmowy
  - Bruce Derlin, nowozelandzki tenisista
  - Māris Kučinskis, łotewski samorządowiec, polityk, premier Łotwy
  - Karol Maśliński, polski samorządowiec, prezydent Zgierza
  - Jonathan Mostow, amerykański reżyser filmowy
- 29 listopada:
  - Henryk Czich, polski gitarzysta, kompozytor, wokalista, członek duetu Universe
  - Adriana Petcu, rumuńska inżynier, polityk
  - Brit Pettersen, norweska biegaczka narciarska
  - Tom Sizemore, amerykański aktor (zm. 2023)
- 30 listopada:
  - Ingrid Carlberg, szwedzka pisarka i dziennikarka
  - Innocent Egbunike, nigeryjski lekkoatleta, sprinter
  - Nicolette Hellemans, holenderska wioślarka
  - Andrzej Krukowski, polski aktor
  - Andrzej Misiołek, polski nauczyciel akademicki, polityk, senator RP
  - Ian Morris, trynidadzki lekkoatleta, sprinter
  - Paul Olawoore, nigeryjski duchowny katolicki (zm. 2022)
  - Andrzej Radomski, polski zapaśnik, grappler, przestępca
  - Wadeck Stanczak, francuski aktor pochodzenia polskiego
  - Wiktor Stasiak, polski polityk, samorządowiec, senator RP
- 1 grudnia:
  - Paweł Jaros, polski prawnik, polityk, poseł na Sejm RP, Rzecznik Praw Dziecka
  - Christine Kangaloo, trynidadzka polityk, prezydent Trynidadu i Tobago
  - Armin Meiwes, niemiecki morderca, kanibal
  - Jeremy Northam, brytyjski aktor
- 2 grudnia:
  - Urszula Biel, polska filmoznawczyni
  - Sunder Nix, amerykański lekkoatleta, sprinter
- 3 grudnia:
  - Wayne Adam Ford, amerykański seryjny morderca
  - François Gnonhossou, beniński duchowny katolicki, biskup Dassa-Zoumé
  - Igor Lukšič, słoweński polityk
  - João Santos Cardoso, brazylijski duchowny katolicki, biskup Bom Jesus da Lapa
  - Paolo Zangrillo, włoski polityk i menedżer
- 4 grudnia:
  - Piotr Bałtroczyk, polski dziennikarz, piosenkarz, poeta, satyryk, konferansjer
  - Jarosław Gowin, polski publicysta, polityk, poseł na Sejm RP, minister sprawiedliwości oraz nauki i szkolnictwa wyższego, wicepremier
  - Florent Ibengé, kongijski trener piłkarski
  - Barbara Skowrońska, polska siatkarka
  - Ewa Uryga, polska piosenkarka
- 5 grudnia:
  - Ralf Dujmovits, niemiecki himalaista
  - Anthony Lovrich, australijski wioślarz
  - Artur Łącki, polski przedsiębiorca, samorządowiec, polityk, poseł na Sejm RP
  - Rupert Matthews, brytyjski pisarz, wydawca, polityk
- 6 grudnia:
  - Ary Chalus, gwadelupski polityk, przewodniczący rady regionalnej Gwadelupy
  - Janusz Gałkowski, polski adwokat, samorządowiec, polityk, senator RP
  - David Lovering, amerykański perkusista, członek zespołu Pixies
  - Manuel Reuter, niemiecki kierowca wyścigowy, komentator telewizyjny
- 7 grudnia:
  - Marian Kisiel, polski poeta, krytyk literacki
  - Witold Pahl, polski prawnik, polityk, poseł na Sejm RP, członek Trybunału Stanu
- 8 grudnia:
  - Ann Coulter, amerykańska pisarka, felietonistka, komentatorka polityczna
  - Mirosław Dąbrowski, polski sztangista
  - Conceição Lima, poetka i dziennikarka z Wysp Świętego Tomasza i Książęcej
  - Ermis Łafazanowski, macedoński pisarz, historyk, krytyk literacki
  - Thomas Norgren, szwedzki curler
  - Kalju Ojaste, estoński biathlonista
  - Mieczysław Szyszka, polski nauczyciel, działacz sportowy, polityk, senator RP
- 9 grudnia:
  - Kerstin Brandt, niemiecka lekkoatletka, skoczkini wzwyż
  - Paul Davis, angielski piłkarz
  - David Anthony Higgins, amerykański aktor komediowy
  - Joe Lando, amerykański aktor pochodzenia włosko-rosyjsko-polskiego
  - Luděk Mikloško, czeski piłkarz, bramkarz, trener
  - Waldemar Olejniczak, polski przedsiębiorca, samorządowiec, polityk, poseł na Sejm RP
  - Einars Repše, łotewski polityk, premier Łotwy
  - Ian Wright, nowozelandzki wioślarz
- 10 grudnia:
  - Mark McKoy, kanadyjski lekkoatleta, płotkarz pochodzenia gujańskiego
  - Harley Rouda, amerykański polityk, kongresman
  - Jakub Sito, polski historyk sztuki
  - İsmet Yılmaz, turecki polityk
- 11 grudnia:
  - Ingo Appelt, austriacki bobsleista
  - Steve Nicol, szkocki piłkarz, trener
  - Macky Sall, senegalski polityk, premier i prezydent Senegalu
  - Jorge da Silva, urugwajski piłkarz, trener
- 12 grudnia:
  - Aleš Hojs, słoweński inżynier, polityk
  - Daniel O’Donnell, irlandzki piosenkarz, prezenter telewizyjny i filantrop
  - Andriej Pierłow, rosyjski lekkoatleta, chodziarz
  - Sarah Sutton, brytyjska aktorka
- 13 grudnia:
  - Harry Gregson-Williams, brytyjski kompozytor muzyki filmowej
  - Irene Sáez, wenezuelska polityk
  - Maurice Smith, amerykański kick-boxer, zawodnik MMA
  - Guðmundur Torfason, islandzki piłkarz, trener
- 14 grudnia:
  - Stefan Eriksson, szwedzki przestępca
  - Grzegorz Górski, polski prawnik, adwokat, wykładowca akademicki, samorządowiec, polityk, sędzia Trybunału Stanu
  - Frank Kessler, niemiecki aktor
  - Sussan Ley, australijska polityk
  - Guri Schanke, norweska aktorka, piosenkarka
- 15 grudnia:
  - Nick Beggs, brytyjski muzyk, członek zespołu Kajagoogoo
  - Siarhiej Nawumczyk, białoruski dziennikarz, polityk
  - Karin Resetarits, austriacka dziennikarka, polityk
  - Bożena Sadowska, polska lekkoatletka, wieloboistka
- 16 grudnia:
  - Shane Black, amerykański aktor, reżyser, scenarzysta i producent filmowy
  - Gabriele Heinisch-Hosek, austriacka nauczycielka, działaczka samorządowa, polityk
  - Peter Östman, fiński menedżer, polityk
  - Sam Robards, amerykański aktor, producent filmowy i telewizyjny
- 17 grudnia:
  - Victor Hugo Basabe, wenezuelski duchowny katolicki, biskup San Felipe
  - Sara Dallin, brytyjska wokalistka, członkini zespołu Bananarama
  - Lee Chang-jik, południowokoreański aktor
  - Ersun Yanal, turecki trener piłkarski
- 18 grudnia:
  - Jean-François De Sart, belgijski piłkarz, trener
  - Brian Orser, kanadyjski łyżwiarz figurowy, trener
  - Angie Stone, amerykańska piosenkarka R&B i soul (zm. 2025)
  - Branko Vukičević, serbski koszykarz
- 19 grudnia:
  - Scott Cohen, amerykański aktor
  - Eric Cornell, amerykański fizyk, laureat Nagrody Nobla
  - Mauro Galvão, brazylijski piłkarz
  - Wojciech Jasiński, polski instrumentalista, kompozytor
  - Soane Patita Paini Mafi, tongijski duchowny katolicki, biskup Tonga, kardynał
- 20 grudnia:
  - Jesús José Herrera Quiñonez, meksykański duchowny katolicki, biskup Nuevo Casas Grandes
  - Richard Jutras, kanadyjski aktor
  - Mike Keneally, amerykański gitarzysta, kompozytor
  - Agnieszka Kijewska, polska historyk filozofii starożytnej i średniowiecznej, profesor nauk humanistycznych
  - Freddie Spencer, amerykański motocyklista wyścigowy
- 21 grudnia:
  - Lubow Kriemlowa, rosyjska lekkoatletka, biegaczka średnio- i długodystansowa
  - Andrzej Niedzielski, polski astronom
  - James Pax, japoński aktor
  - Jon Ola Sand, norweski aktor, reżyser, producent wykonawczy
  - Mitsuru Satō, japoński zapaśnik
  - Densign White, brytyjski judoka
- 22 grudnia:
  - Dariusz Dusza, polski gitarzysta, kompozytor, autor tekstów piosenek
  - Piotr Łojek, polski muzyk, członek zespołu Elektryczne Gitary
  - Jurij Malenczenko, rosyjski kosmonauta
  - Piotr Osiecki, polski rugbysta, samorządowiec, burmistrz Sochaczewa
- 23 grudnia:
  - Jean-Philippe Rohr, francuski piłkarz
  - André Rougé, francuski polityk
  - Wasyl Słapczuk, ukraiński poeta, prozaik, krytyk literacki
  - Anatolij Żdanowicz, rosyjski biathlonista
- 24 grudnia:
  - İlham Əliyev, azerski polityk, prezydent Azerbejdżanu
  - Alena Bulířová, czechosłowacka lekkoatletka, sprinterka
  - Adam Kowalik, polski ksiądz, doktor prawa rodzinnego międzynarodowego
  - Marcin Świetlicki, polski poeta, wokalista, członek zespołu Świetliki
  - Wade Williams, amerykański aktor
- 25 grudnia:
  - Íngrid Betancourt, kolumbijsko-francuska polityk, obrończyni praw człowieka
  - Carolina Cosse, urugwajska inżynierka i polityczka, Wiceprezydent Urugwaju
  - Pravind Jugnauth, maurytyjski polityk, premier Mauritiusa
  - Janusz Kaczmarek, polski prawnik, prokurator, adwokat, polityk, prokurator krajowy, minister spraw wewnętrznych i administracji
  - Sylwester Kwiecień, polski samorządowiec, prezydent Starachowic
  - Grete Ingeborg Nykkelmo, norweska biathlonistka, biegaczka narciarska
  - Leszek Redzimski, polski polityk, nauczyciel, poseł na Sejm RP
  - Stefan Ruzowitzky, austriacki reżyser i scenarzysta filmowy
  - Tony Smith, nowozelandzki łyżwiarz szybki, olimpijczyk
  - David Thompson, barbadoski polityk, premier Barbadosu (zm. 2010)
- 26 grudnia:
  - John Lynch, irlandzki aktor, scenarzysta, reżyser i producent filmowy, telewizyjny i teatralny
  - Tahnee Welch, amerykańska aktorka, modelka
- 27 grudnia:
  - Tomi Poikolainen, fiński łucznik
  - Elżbieta Różycka-Przybylak, polska pianistka
- 28 grudnia:
  - Balu, brazylijski piłkarz
  - Boszko Ǵurowski, macedoński piłkarz, trener
  - Agnès Le Brun, francuska działaczka samorządowa, polityk
  - Kent Nielsen, duński piłkarz, trener
  - Borut Petrič, słoweński pływak, trener
  - Katina Schubert, niemiecka polityk
  - Martina Werner, niemiecka działaczka samorządowa, polityk
- 29 grudnia:
  - Malcolm Brough, australijski polityk
  - Grzegorz Kucias, polski aktor, piosenkarz
  - Carlos Márquez Delima, wenezuelski duchowny katolicki
  - Sylwia Stanny, polska kajakarka
  - Ilija Wyłow, bułgarski piłkarz, bramkarz, trener (zm. 2024)
- 30 grudnia:
  - Bernard Clerfayt, belgijski polityk, samorządowiec, burmistrz Schaerbeek
  - Douglas Coupland, kanadyjski pisarz
  - Bill English, nowozelandzki polityk, premier Nowej Zelandii
  - Sean Hannity, amerykański komentator polityczny
  - Ben Johnson, kanadyjski lekkoatleta, sprinter pochodzenia jamajskiego
  - Charlie Nicholas, szkocki piłkarz
- 31 grudnia:
  - Rainer Ernst, niemiecki piłkarz
  - Joanna Johnson, amerykańska aktorka, scenarzystka i producentka filmowa
  - Fryderyk Kapinos, polski samorządowiec, polityk, burmistrz Mielca, poseł na Sejm RP
- data dzienna nieznana: 
  - Konrad Kuzyszyn – polski fotografik
  - Marek Nałęcz – polski inżynier, doktor habilitowany nauk technicznych
  - Ryszard Pielesz – polski artysta grafik, doktor habilitowany sztuki, profesor UŚ
  - Andrzej Waśko – polski literaturoznawca, profesor nauk humanistycznych

## Zdarzenia astronomiczne
- 15 lutego – całkowite zaćmienie Słońca

## Nagrody Nobla
- z fizyki – Robert Hofstadter, Rudolf Ludwig Mössbauer
- z chemii – Melvin Calvin
- z medycyny – Georg von Békésy
- z literatury – Ivo Andrić
- nagroda pokojowa – Dag Hammarskjöld (pośmiertnie)

## Święta ruchome
- Tłusty czwartek: 9 lutego
- Ostatki: 14 lutego
- Popielec: 15 lutego
- Niedziela Palmowa: 26 marca
- Pamiątka śmierci Jezusa Chrystusa: 30 marca
- Wielki Czwartek: 30 marca
- Wielki Piątek: 31 marca
- Wielka Sobota: 1 kwietnia
- Wielkanoc: 2 kwietnia
- Poniedziałek Wielkanocny: 3 kwietnia
- Wniebowstąpienie Pańskie: 11 maja
- Zesłanie Ducha Świętego: 21 maja
- Boże Ciało: 1 czerwca

## Statystyki światowe
- źródło danych: Bank Światowy
  - Ludność świata: 3 081 398 019
  - Tempo wzrostu liczby ludności: 1,35% na rok
  - Długość życia: 52,7 lat
  - Wskaźnik płodności: 4,91 urodzeń na kobietę
  - Współczynnik umieralności poniżej 5 roku życia: 159,18